# Mousterlin
Mousterlin est le nom d'un marais, le marais de Mousterlin, qui est un site naturel protégé situé sur la commune de Fouesnant  dans le département du Finistère, propriété du conservatoire du littoral, situé entre la pointe de Mousterlin et la pointe de Beg Meil ; c'est aussi le nom d'une pointe, la pointe de Mousterlin, située juste à l'ouest du marais précité, également sur le territoire de la commune de Fouesnant ; c'est également le nom du cordon littoral des dunes domaniales de Mousterlin, à l'ouest de la pointe de Mousterlin, qui sépare la mer Blanche de l'océan Atlantique ; c'est enfin le nom d'un hameau, Mousterlin, qui fait aussi partie de commune de Fouesnant.

## Le marais de Mousterlin

### Statut
Sur les 479 hectares protégés, 120 hectares du marais de Mousterlin appartiennent au Conservatoire du littoral.
Le site est considéré comme Site d'Importance Communautaire (SIC/pSIC) au niveau du réseau Natura 2000
sous la référence FR5300048.

### Description
Le site est composé d'un étang de 6 hectares, de prairies naturelles en polder, d'un cordon dunaire, d'un ensemble de marais et tourbières.

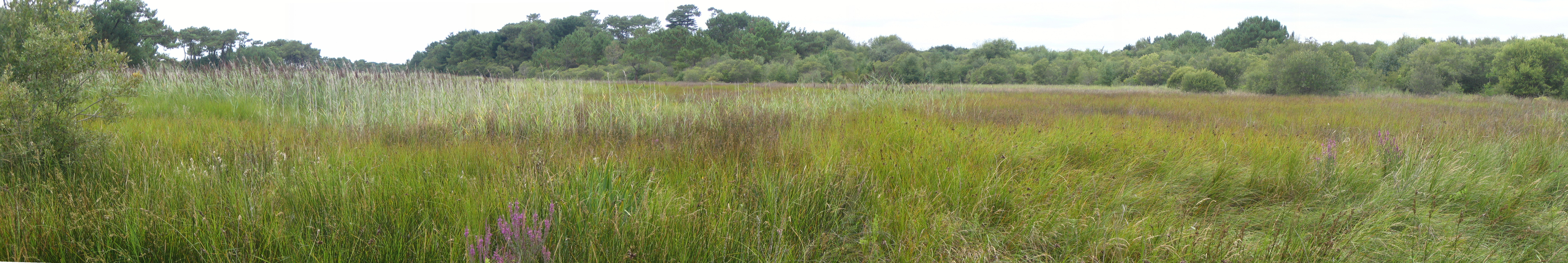
Marais de Mousterlin depuis le chemin d'accès à la plage de Coat Clevarec.

La zone protégée s'étend de part et d'autre de la pointe de Mousterlin. À l'ouest de la pointe de Mousterlin les prairies salées de la mer Blanche sont séparées de l'océan par le cordon dunaire de la plage de Kerler, formant une flèche littorale.

Différentes vues des étangs du marais
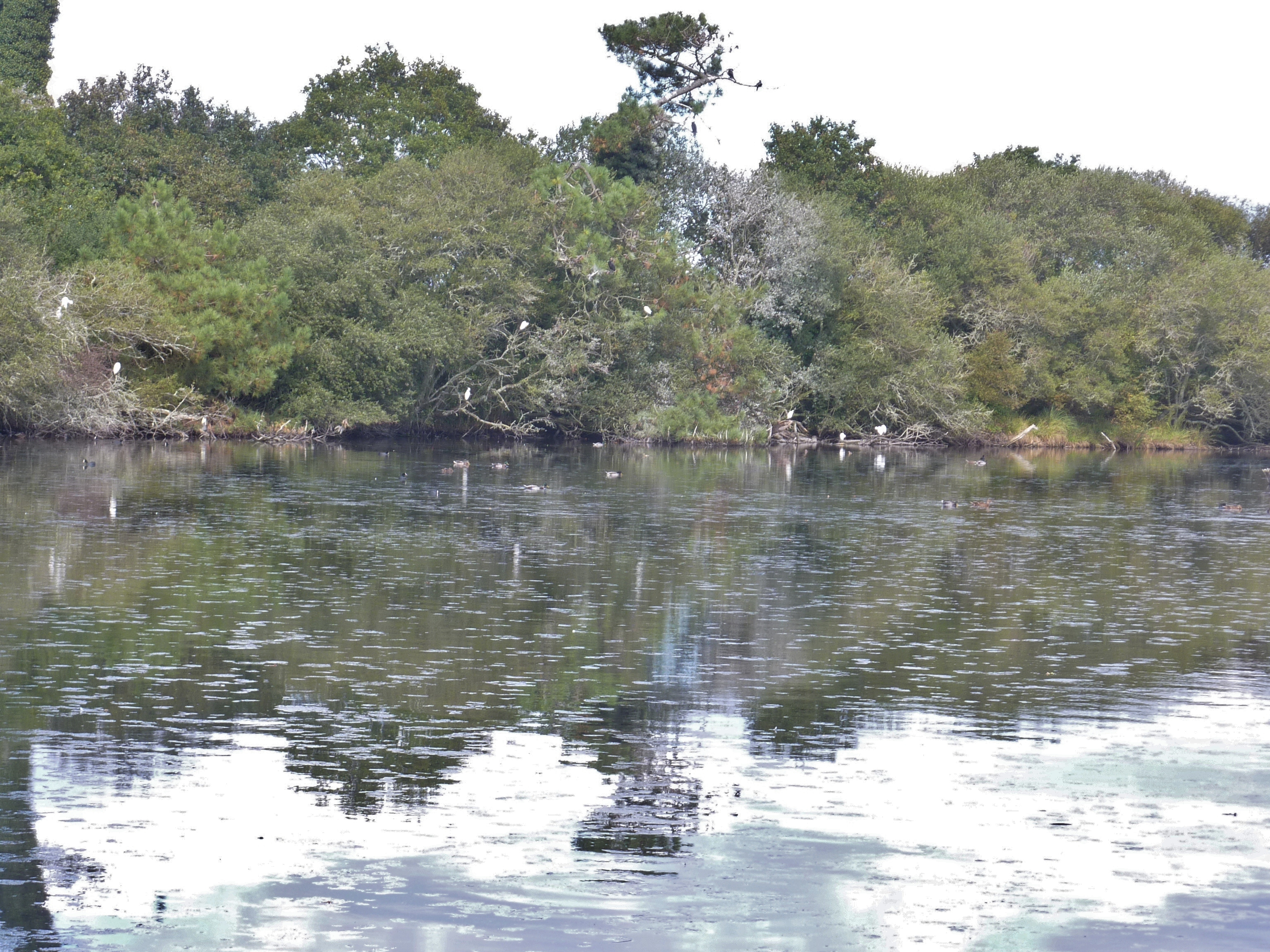
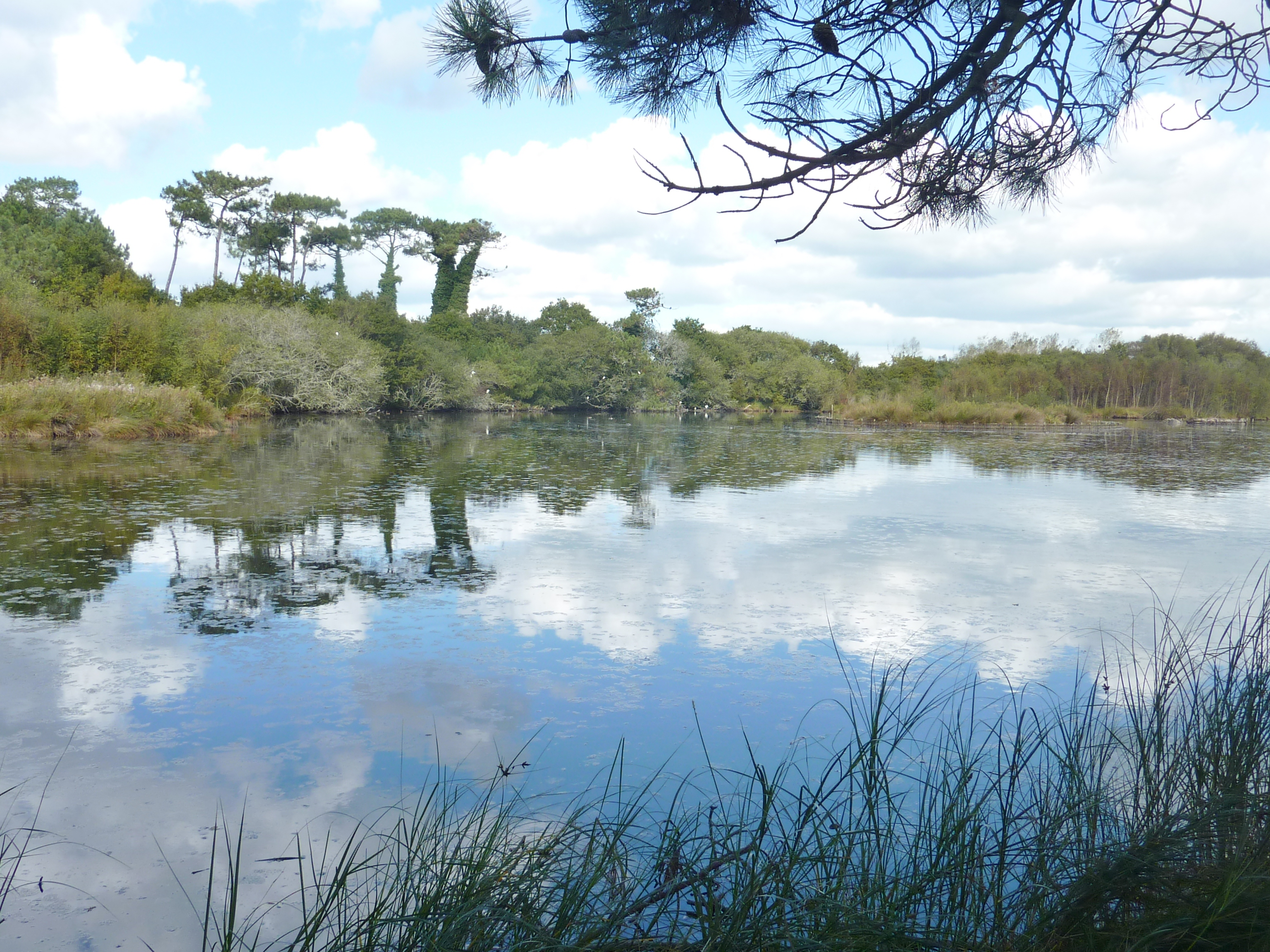
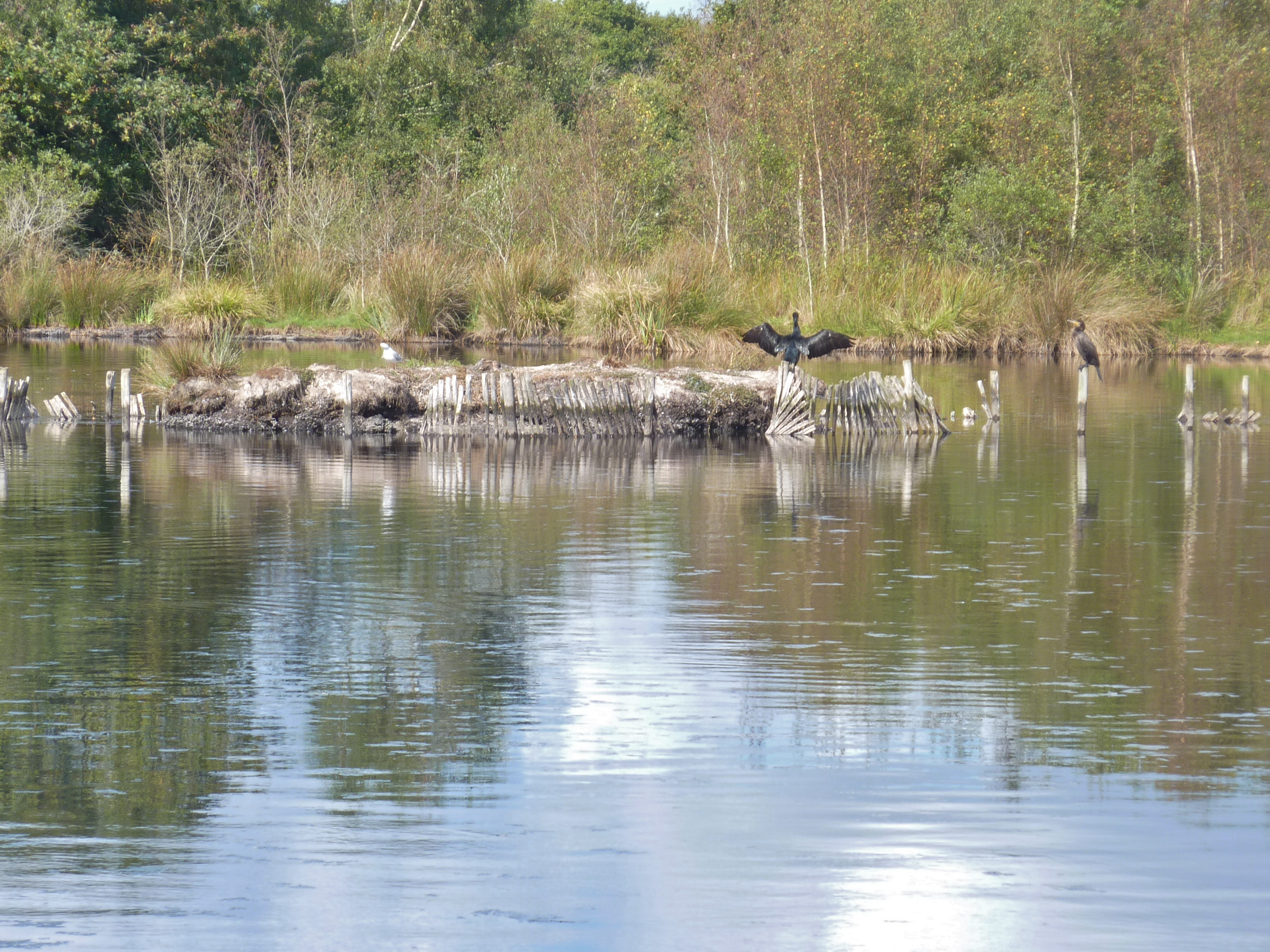

Poldérisé entre 1926 et 1946, l'utilisation agricole de l'ancien marais cesse en 1960 et 80 ha sont acquis en 1982 par le Conservatoire du littoral, une autre partie ensuite, le marais étant réhabilité progressivement à partir de 2002, 
d'importants travaux hydrauliques de restauration ont été effectués pendant l'hiver 2012-2013 par la commune de Fouesnant, opérateur du site pour le compte du Conservatoire du littoral dans le but d'une gestion plus écologique entraînant une resalinisation de l'eau pour en refaire une lagune dans le but d'en faire un site privilégié d'observation des espèces et d'éducation à l'environnement.
La partie nord du marais sert à nouveau de prairies pour des bovins et des poneys des Stetland ; la partie centrale est un marais d'eau saumâtre dont le gradient de salinité va décroissant de l'est vers l'ouest ; la partie orientale est un marais continental (marais d'eau douce) car elle ne reçoit pratiquement pas d'eau de mer (iris d'eau et épilobe hirsute s'y développent), la partie occidentale est un marais maritime (scirpe maritime, phragmite des joncs et roselières s'y développent et rats musqués, martins-pêcheurs, bouscarles de Cetti, traquets tarier, zigènes de la filipendule, etc.. y vivent) ; les parties moins marécageuses voient prospérer saules cendrés, chênes pédonculés, peupliers blancs, chanvres aquatiques, salicaires, ajoncs, gents et fougères et même des orchidées dénommées localement "fleurs de coucou". Parmi les plantes rares présentes sur le site, l'osmonde royale est une espèce naturelle protégée. Dans la partie centrale du polder, la pinède existante correspond à l'ancienne île de Pal Meur.

### Histoire

#### Les menaces de la mer
En février 1838, Mousterlin fut entièrement envahi par la mer. Les dunes de Mousterlin sont depuis longtemps menacées par l'érosion : le Conseil municipal de Fouesnant, dans sa délibération du 14 février 1866 « attire l'attention de M. le Préfet sur la nécessité de la réparation des dunes dites de Mousterlin, etc., ces dunes dans lesquelles la grande marée du 4 décembre dernier a pratiqué de larges ouvertures livrant aujourd'hui un passage facile à l'invasion des eaux de la mer qui menacent plus directement et sans obstacle les propriétés riveraines ». Plusieurs autres délibérations du même Conseil municipal des années 1878 à 1881, et à nouveau lors d'une délibération du 2 février 1908, réitèrent la demande pour la défense de la dune de Mousterlin et le barrage du marais de Toul-ar-Ster. La digue de ce marais existait déjà en 1779 : un parchemin daté du 26 octobre 1779 décrit « un étang [du Vorlen] anciennement baigné par la mer à toutes les marées, et ayant été séparé de la grève par une digue ou chaussée en pierre de taille liées à chaux et à sable, ayant de long environ 30 pieds, de large 12 pieds et demi, de hauteur 15 pieds, contenant ledit étang sous fonds environ 6 journaux d'étendue de terre ». Cette digue fut à maintes reprises détériorée par la mer, en particulier le 4 décembre 1865, en janvier 1877, en 1896, etc.
Le 28 juillet 1914, un rapport de l'ingénieur en chef des Ponts et Chaussées indique que « les dunes situées entre la Pointe de Mousterlin à l'ouest et celle de Kerlosquen à l'est sont dans un état de dégradation avancée. Leur configuration s'est modifiée depuis 1840. Toute la partie ouest semble menacée de destruction sur environ 1 500 mètres de longueur, tandis que la partie est s'est accrue considérablement ».
Les dunes de Mousterlin sont fragiles : la mer les érode en hiver et le piétinement intensif de l'été les empêchait de se reformer, la végétation se dégradant et disparaissant peu à peu. Pour protéger la dune, des travaux furent entrepris dès 1946 avec la pose de traverses de chemin de fer, la construction d'épis longitudinaux et transversaux et des remblais de terre.
En 1985, le projet de mise en place d'un cordon d'enrochement entre la pointe de Mousterlin et Cleut Rouz provoque une crise municipale et la démission du maire de Fouesnant, Louis Le Calvez, mais le cordon d'enrochement est finalement mis en place en 1987. Ce cordon d'enrochement reste très contesté, son efficacité face aux menaces de la mer discutée ; certains comme Gérard Mével, conseiller régional délégué au développement durable, 
l'accusent d'aggraver l'érosion de la plage et des dunes littorales à l'est de Cleut Rouz, dans la partie non protégée par le cordon d'enrochement. 
Pendant l'hiver 2013-2014, cette partie du littoral a été gravement endommagée par les tempêtes successives,, 
un nouveau dispositif formé de pieux enfoncés dans le sable est expérimenté à Cleut Rouz, 
mais lui aussi est critiqué. 
Des ganivelles retiennent le sable et protègent la dune du piétinement.

La tempête du 1 février 2014 à la pointe de Mousterlin
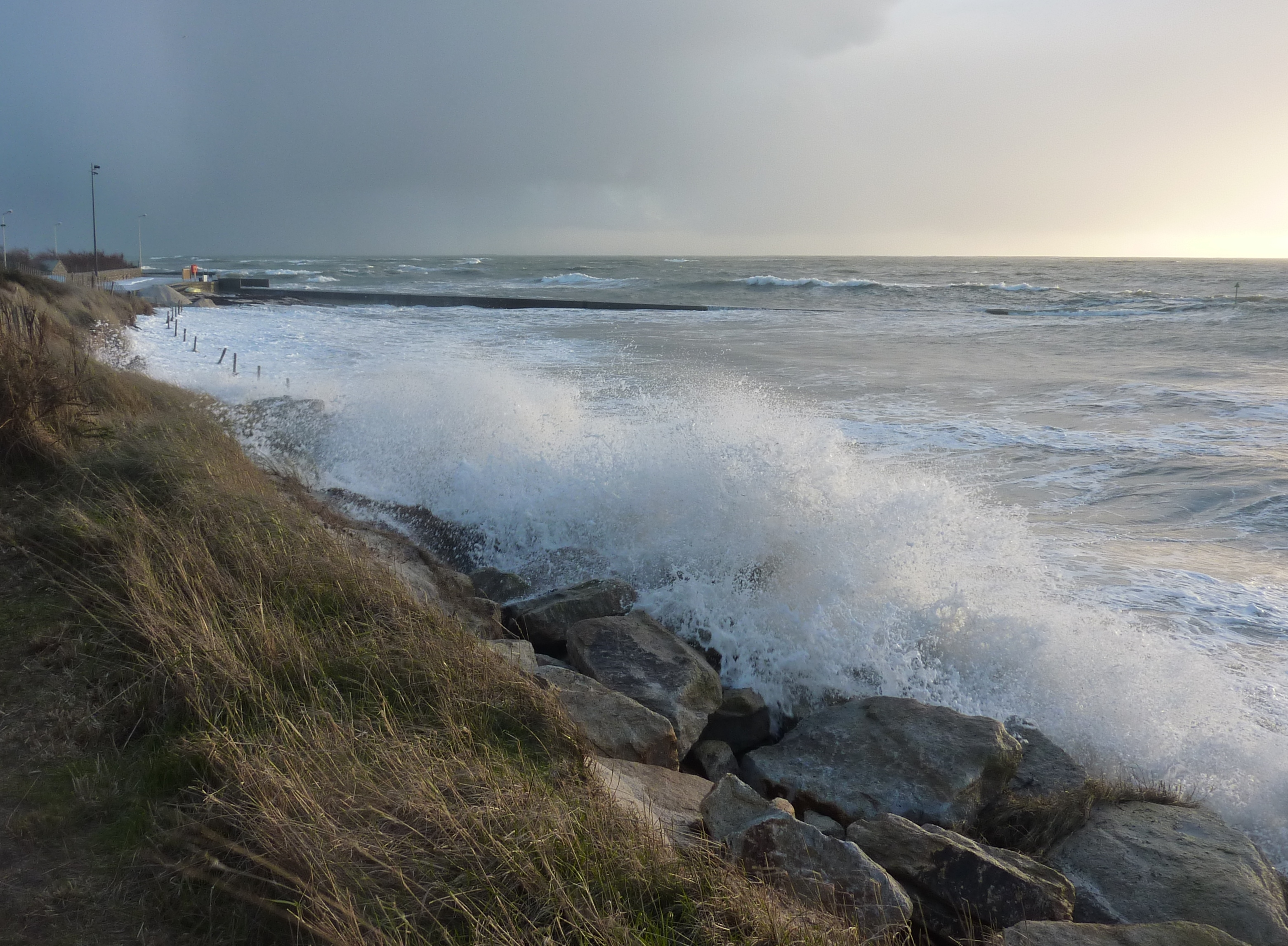
La tempête du 1er février 2014 à la pointe de Mousterlin
- Vagues à l'assaut de la dune juste à l'ouest de la pointe de Mousterlin.
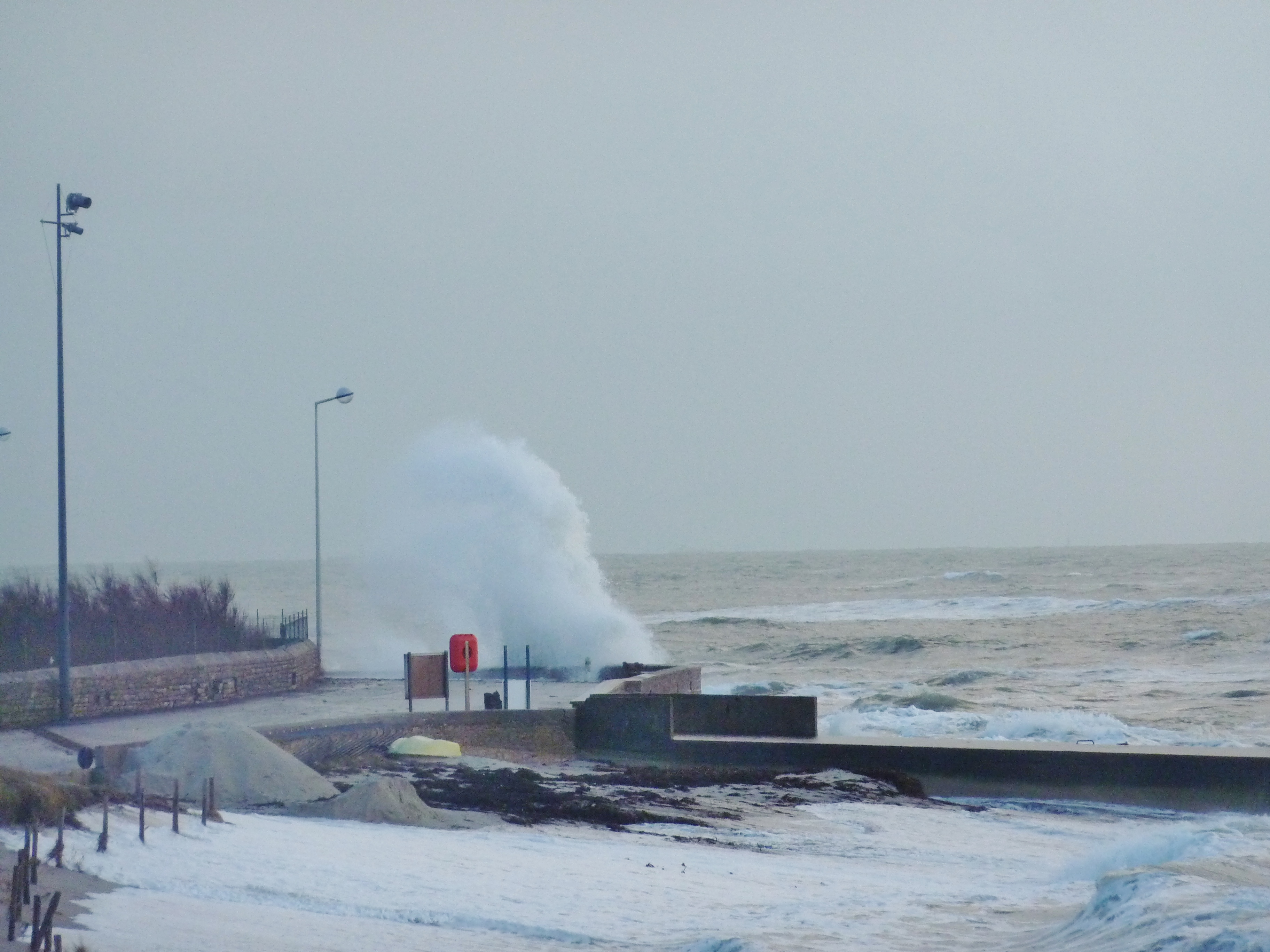
Vagues submergeant la route côtière 1.
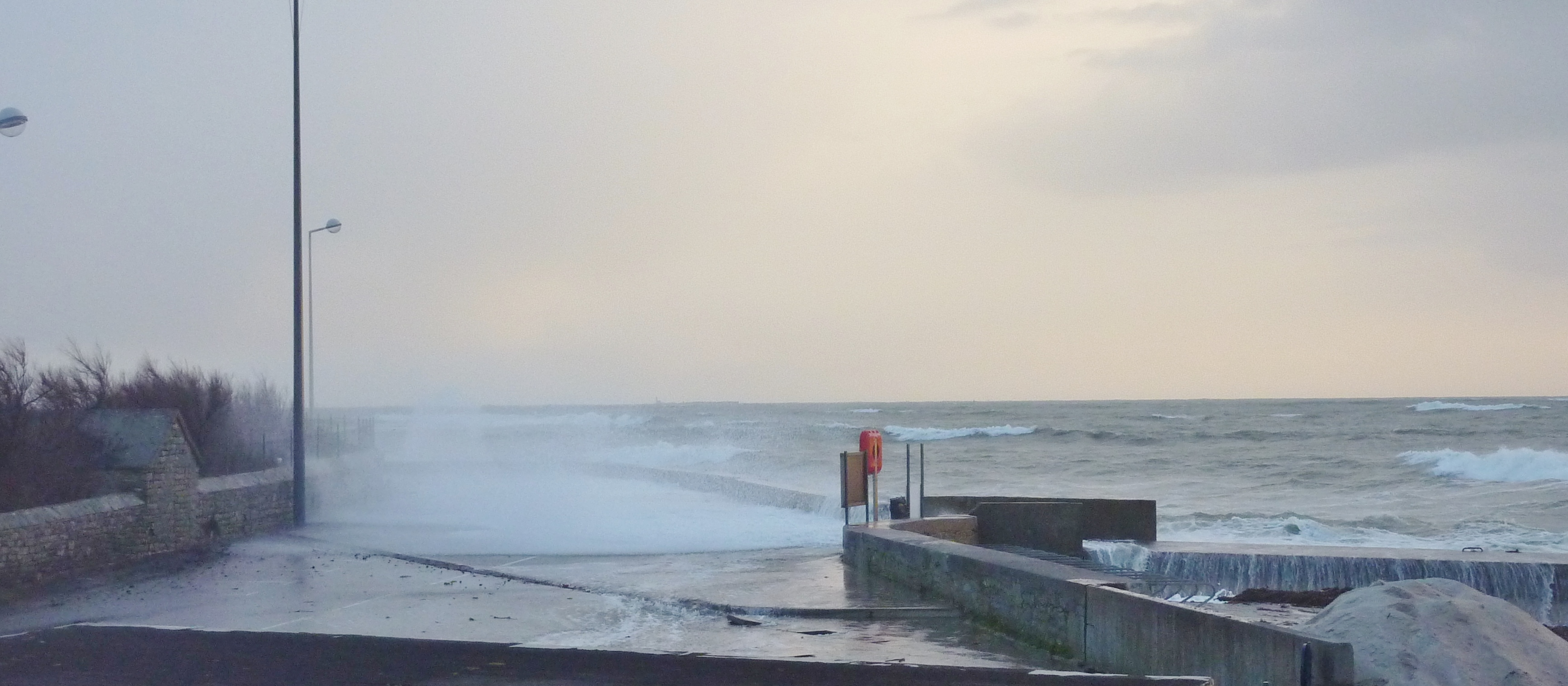
Vagues submergeant la route côtière 2.
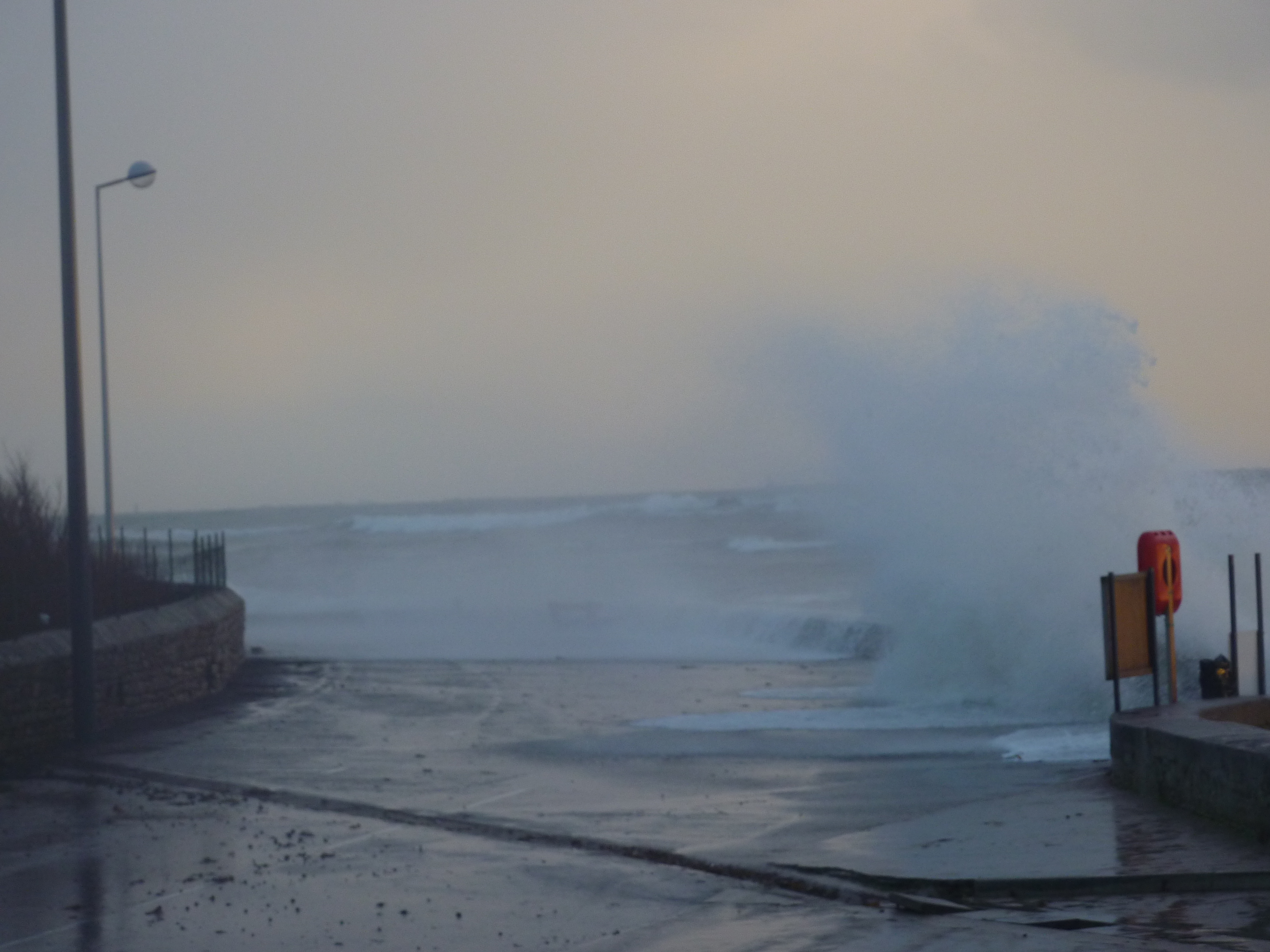
Vagues submergeant la route côtière 3.
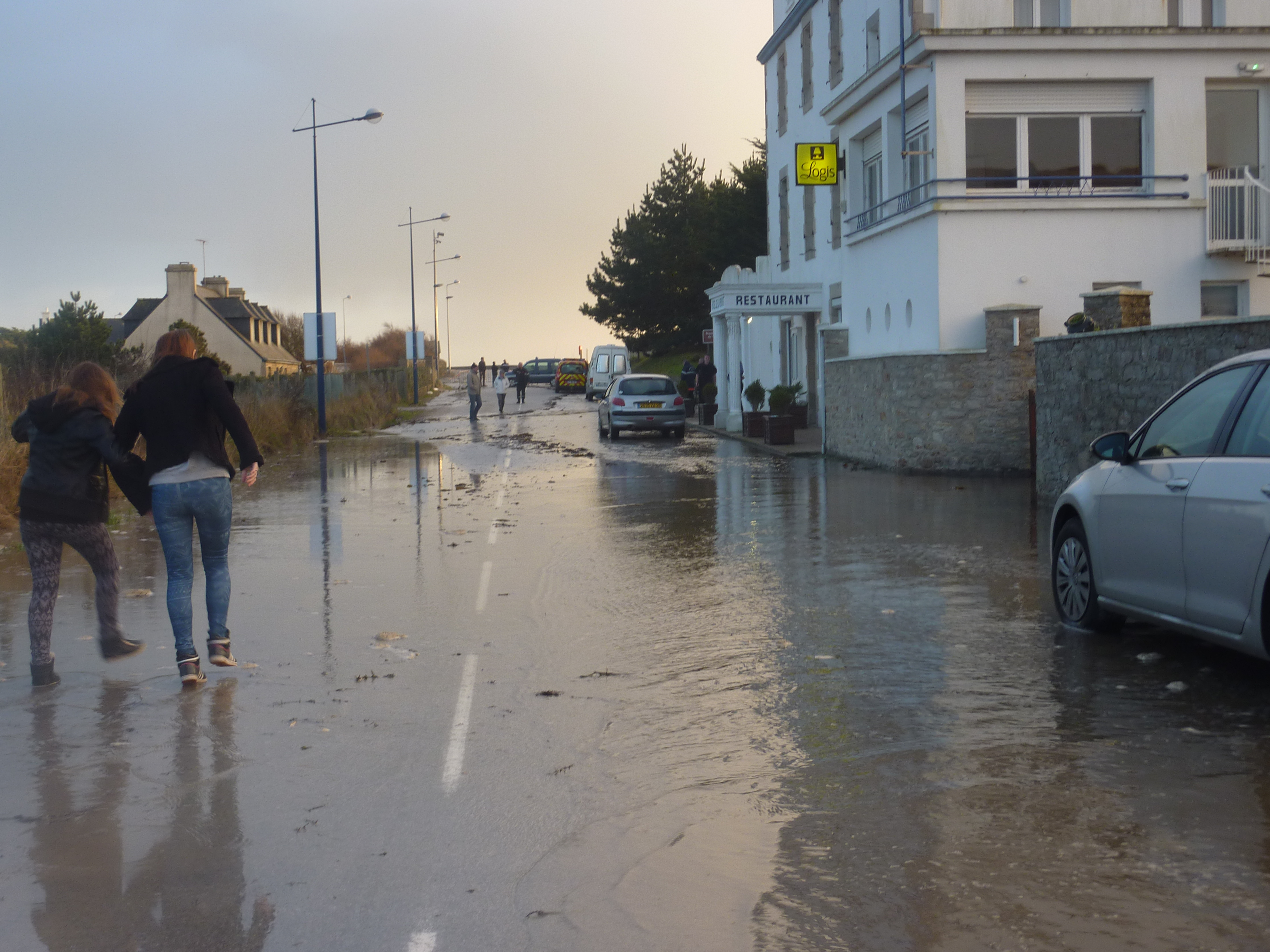
L'eau de mer dévalant la route devant l'hôtel de la Pointe.

La tempête du 20 février 2015 à la pointe de Mousterlin (coëfficient de marée de 118)
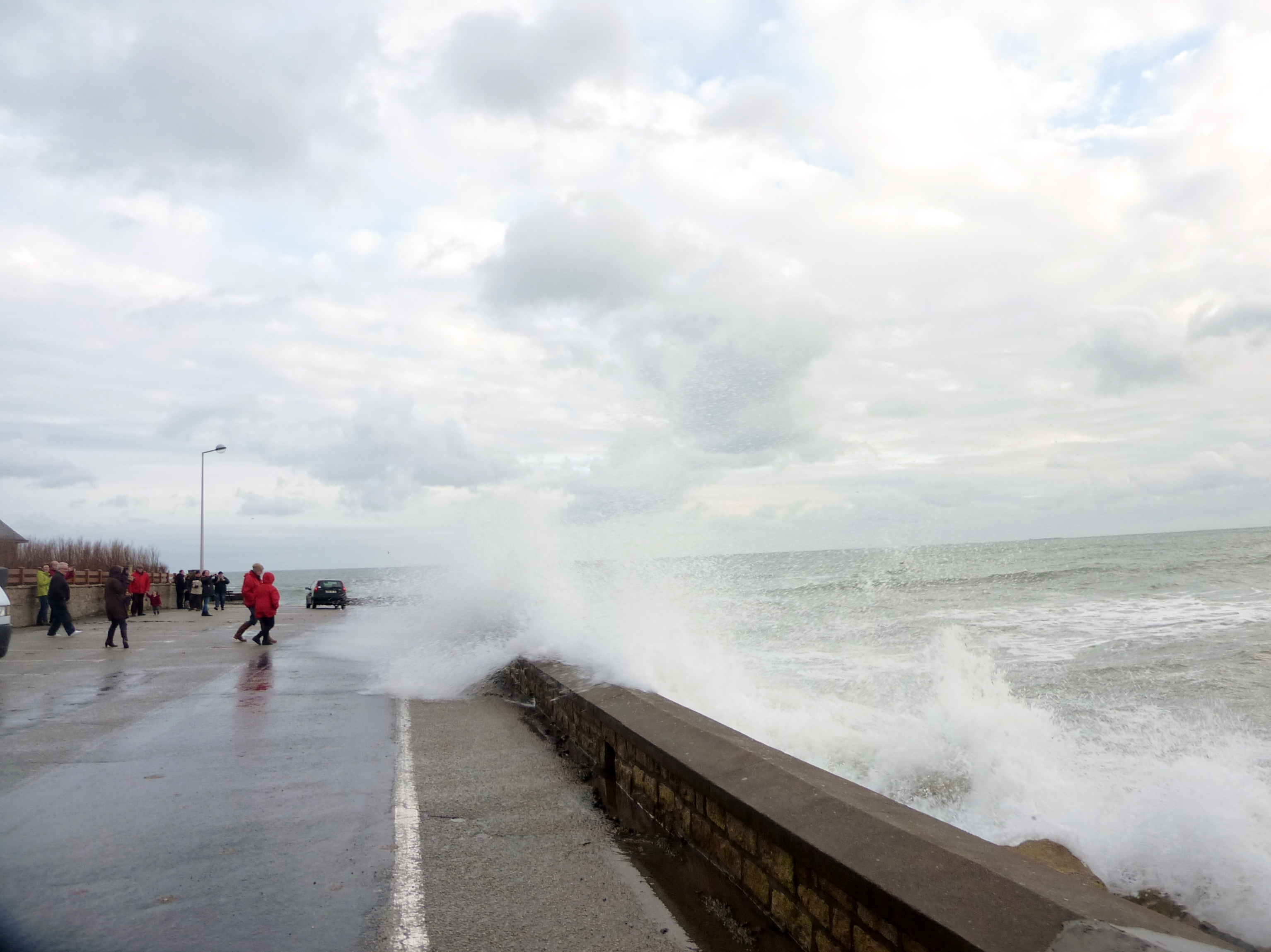
Vue 1.
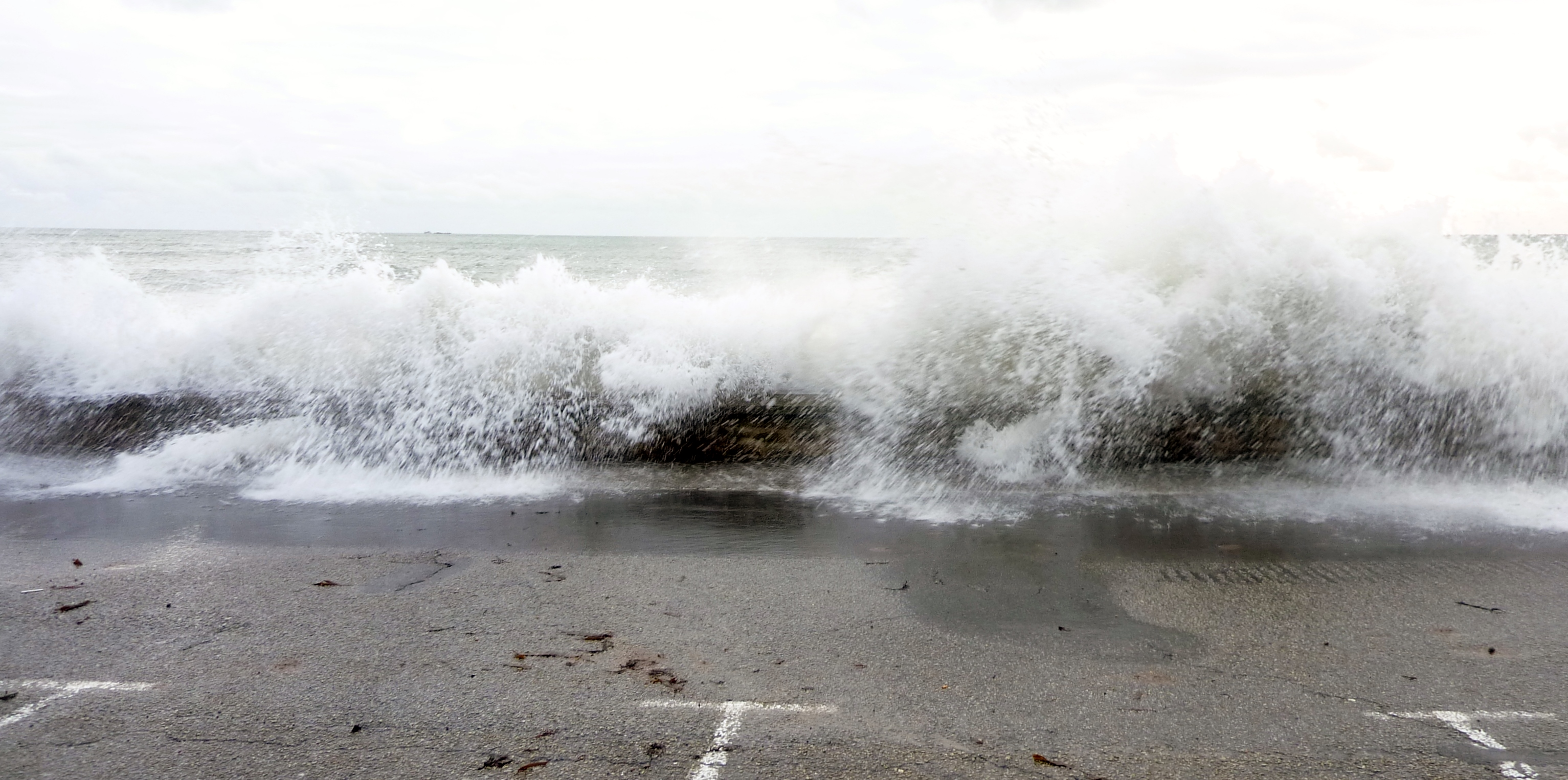
Vue 2.
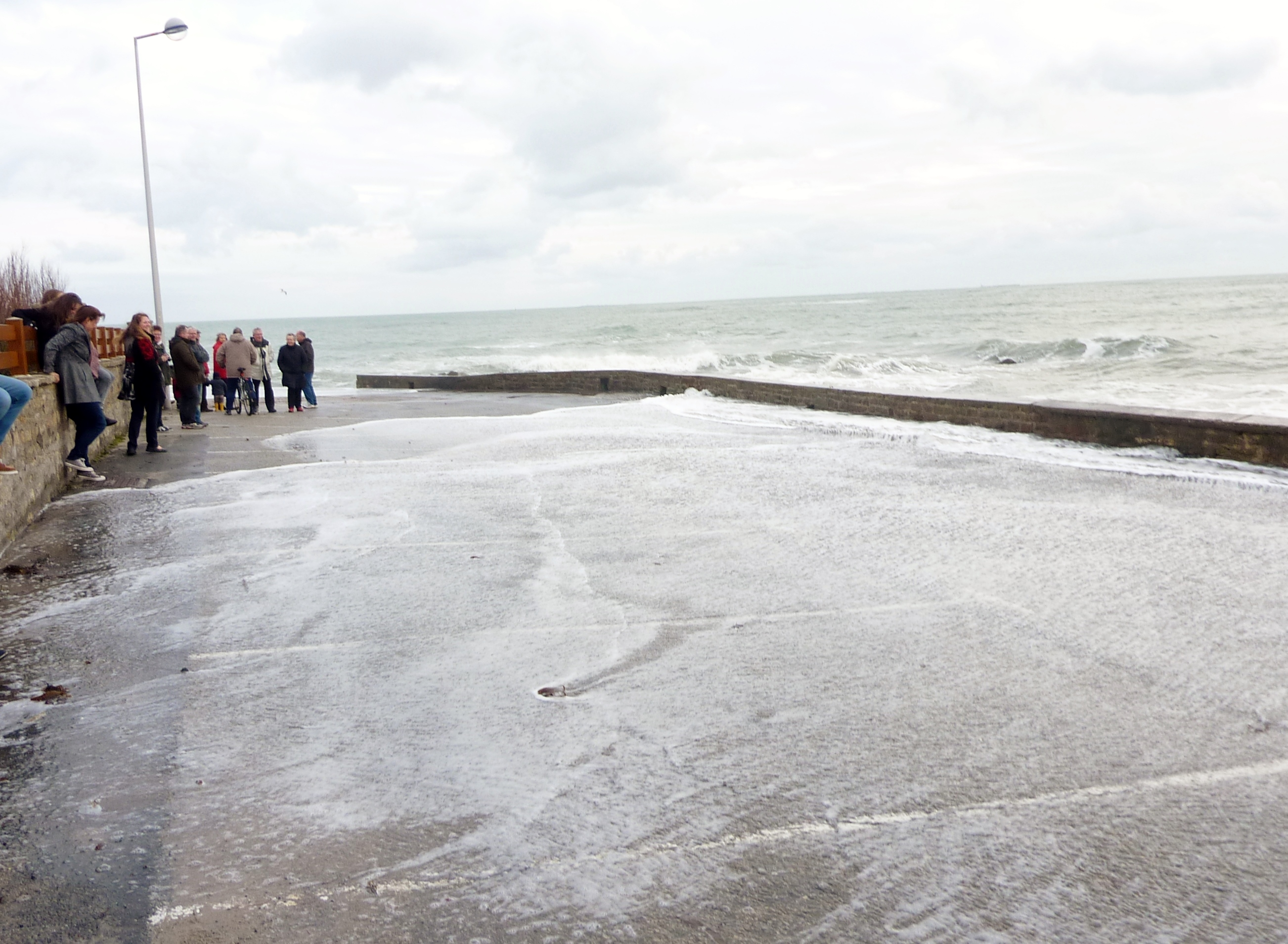
Vue 3.
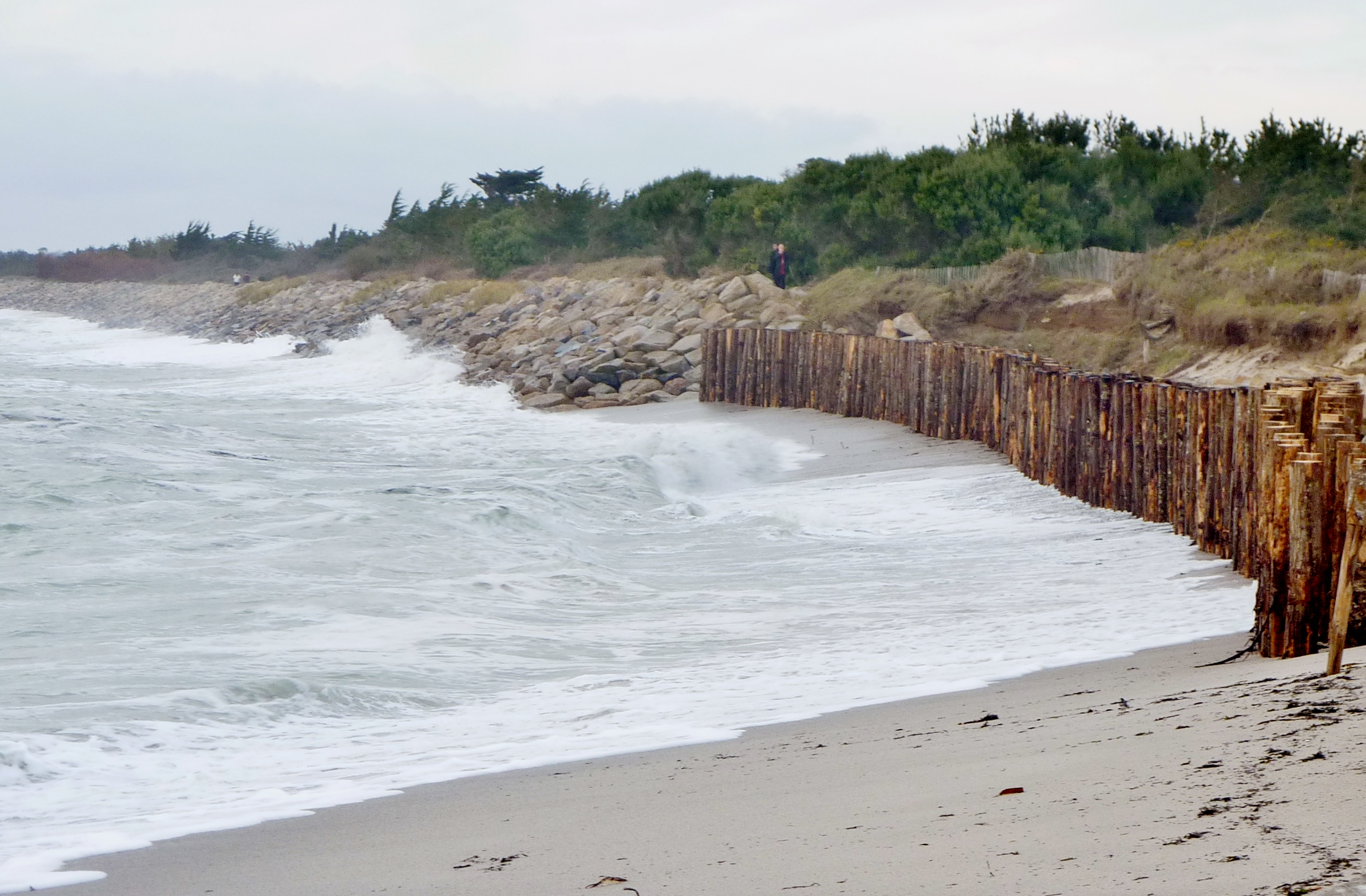
Vue 4.
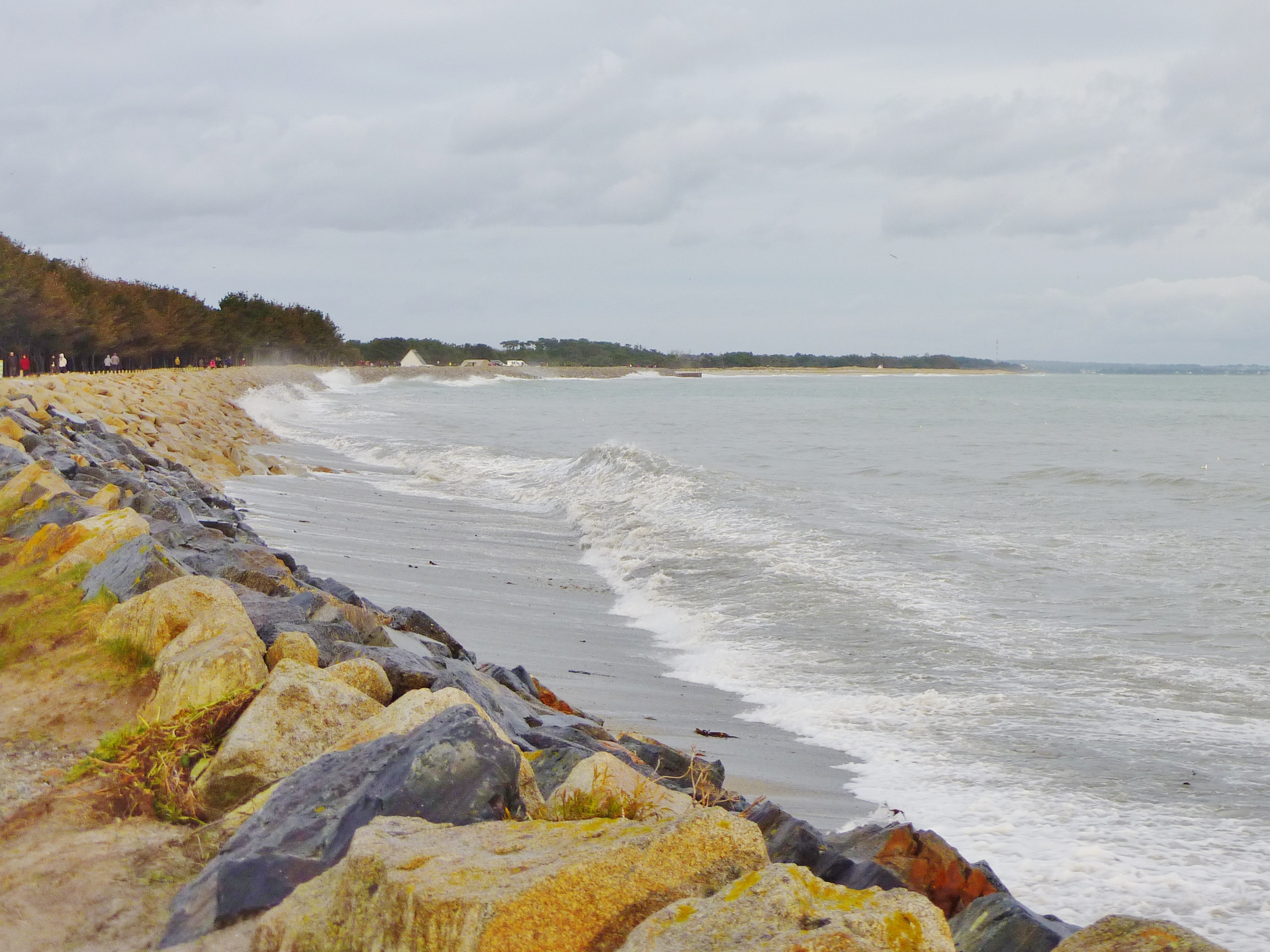
Vagues à l'assaut du cordon d'enrochement allant de la plage du Grand Large à Cleut Rouz.

#### La poldérisation des marais
Jusqu'en 1926, le marais de Mousterlin était un marais littoral d'arrière-dune. Une brèche, dénommée Toull-Steir et située initialement du côté proche de Beg-Meil (cette brèche se déplaça progressivement, se situant vers Cleut-Rouz en 1903 et se rapprochant de la ferme de Mousterlin vers 1913), dans le cordon dunaire qui le reliait à l'océan, le soumettait au rythme des marées (un peu comme c'est encore le cas côté mer Blanche), permettant à l'eau de mer d'envahir le marais à chaque marée montante et à l'eau des cinq ruisseaux qui y débouchaient d'être évacuée à marée descendante. Ce marais faisait alors partie du domaine public maritime et était un lieu de pêche de poissons et coquillages fréquenté par les familles du voisinage. Les prés salés servaient par intermittence de pâturage aux vaches et aux chevaux ; c'était aussi un port d'échouage pour les pêcheurs en mer et pour les paysans allant récolter le goémon.
Le 28 septembre 1926, André Bénac, obtient la concession des marais de Mousterlin et décide de transformer cette lagune en y créant un polder de 120 ha avec l'intention de créer des terres agricoles, ce qui soulève des protestations de la part des paysans et des pêcheurs locaux car jusque-là les paluds de Mousterlin appartenaient au domaine public maritime et les riverains y faisaient pâturer leurs bêtes, le lieu servant aussi d'abri aux embarcations des pêcheurs. « Une émotion considérable règne, tant à Beg-Meil que dans le coquet bourg de Fouesnant. On avait appris, non sans stupeur, (..;) qu'une enquête était ouverte concernant la cession éventuelle [par l'État] à Monsieur Bénac de toute l'étendue des dunes situées entre Beg-Meil et Mousterlin, soit trois kilomètres de côtes. Beau tollé ! ». Les travaux d'endigage se poursuivirent jusqu'en 1942. Obtenant peu de rendement, ces terres poldérisées ne furent rapidement utilisées que comme pâturages, louées à des agriculteurs de la région. L'atterrissement progressif des lieux et la déprise agricole conduisent rapidement dans les décennies d'après-guerre à leur abandon et deviennent des friches. En 1982 la famille Bénac, qui conserve aujourd'hui 11 ha, a revendu 86 hectares au Conservatoire du littoral, lequel a aussitôt entrepris un grand travail de débroussaillage, d'entretien des digues et des vannes.
Quatre digues ont été construites sur le marais, permettant sa conquête par l'agriculture au fur et à mesure de leur construction. Depuis sa gestion par le Conservatoire du littoral, la dernière digue, juste en arrière de la plage de Cleut-Rouz, qui clôt le Toull-Steir, est dotée de vannes à crémaillère protégées par des grilles qui évitent que des résidus de végétaux n'encombrent le passage, ce qui entraînerait l'inondation du polder. Une surveillance constante du niveau de l'eau permet le réglage des vannes, protégeant les campings et habitations situés à proximité La conduite en béton visible sur la plage de Cleut Rouz est l'exutoire du polder de Mousterlin.

#### L'érosion du cordon dunaire en 2021

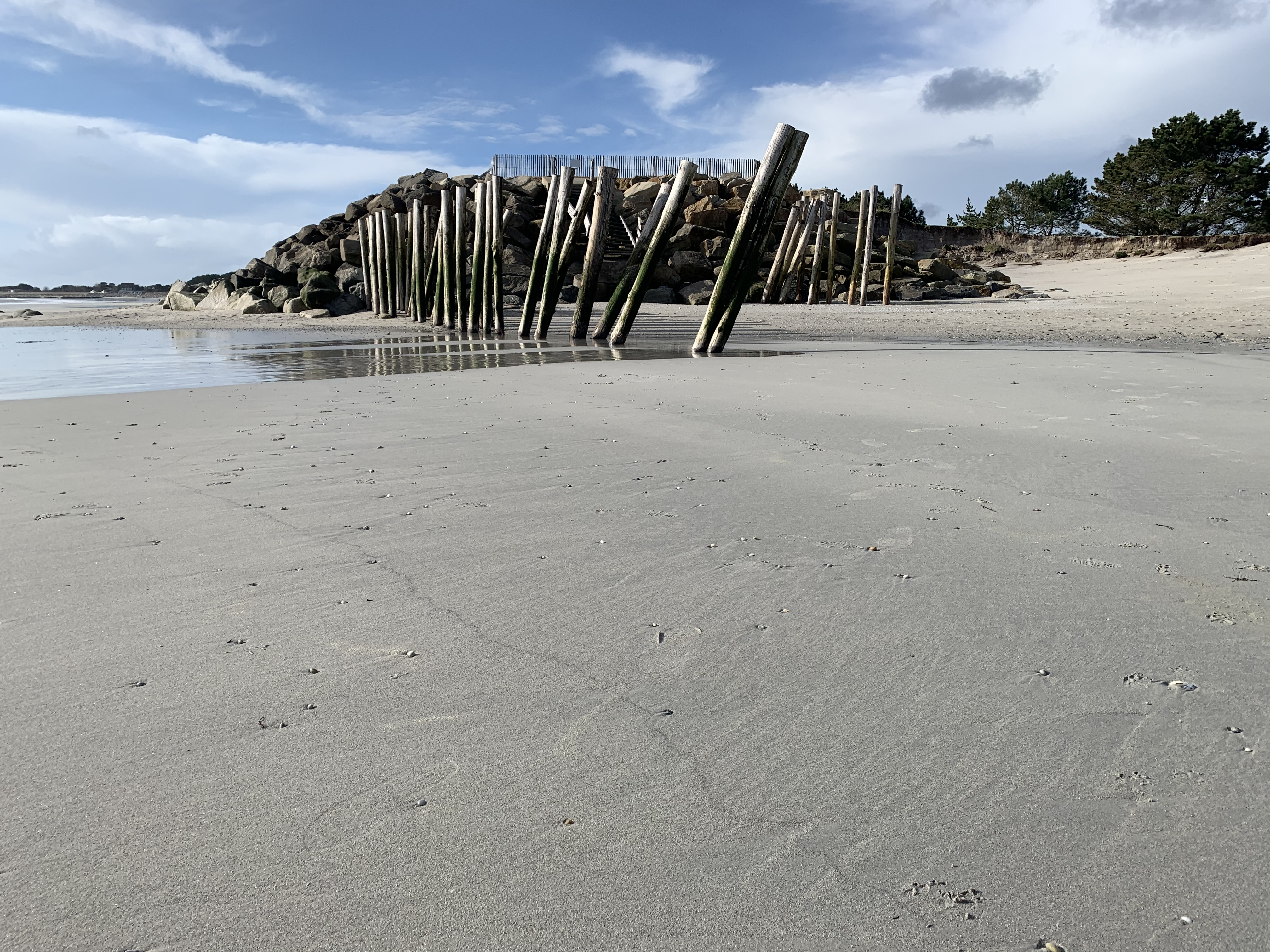
Plage du Cleut Rouz, extrémité de l’enrochement, 3 février 2021.

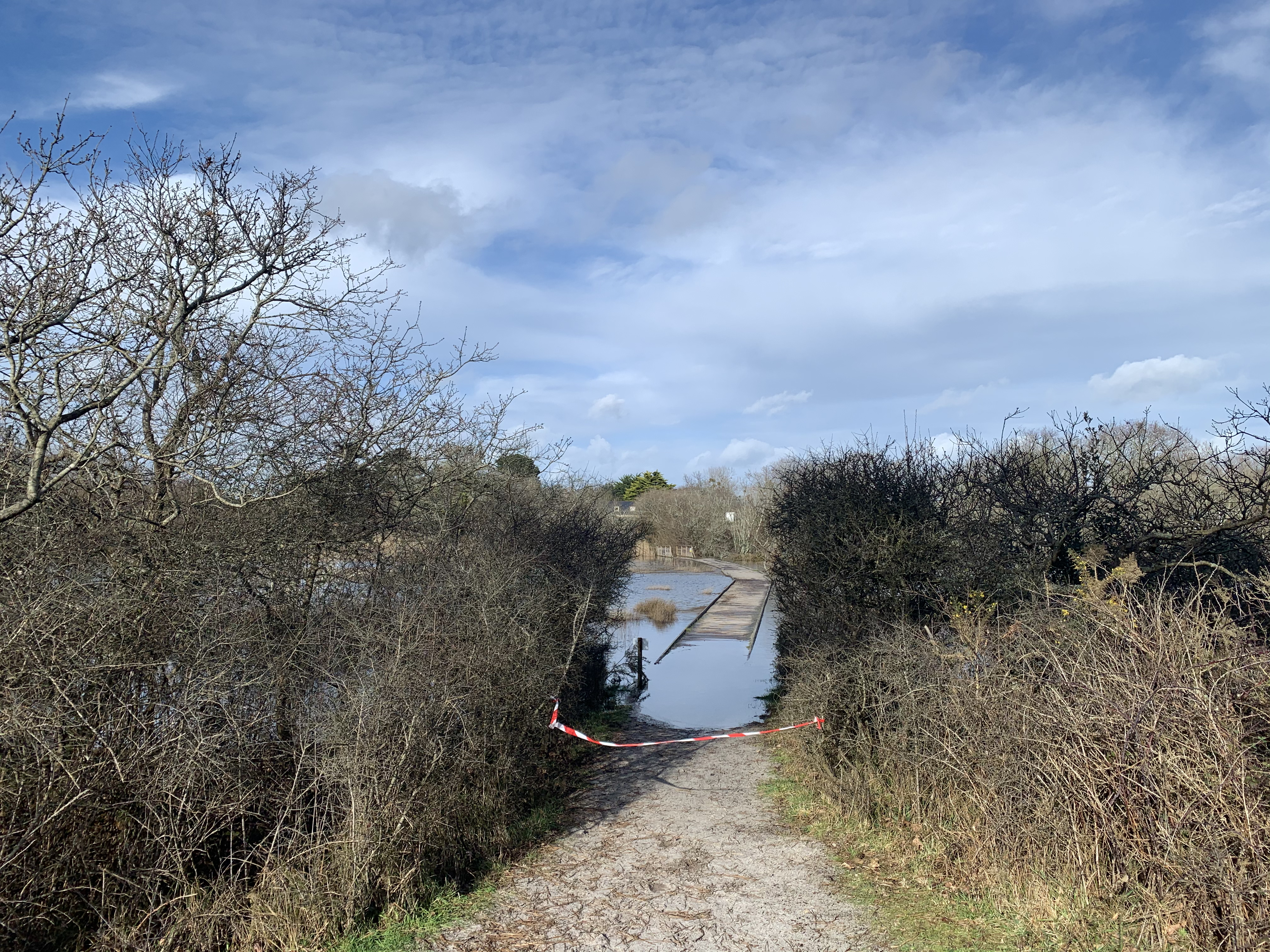
Chemin barré, passerelle impraticable, 3 février 2021.

La tempête "Justine" des 31 janvier et 1er février 2021, associée à de forts coëfficients de marée, a fortement érodé la dune de Mousterlin-Est, sur plusieurs centaines de mètres entre Cleut Rouz et Beg Meil ; même l'extrémité de l'enrochement a été grignotée ; la mer a submergé le mamelon de sable, l'eau ruisselant dans la pinède bordant le marais. Au moins trois campings sont désormais directement menacés.
« On ne lutte pas contre l'océan, mais contre le changement climatique. L'enrochement est un échec, une gagebie financière » a déclaré Claire Desmares-Poirier, candidate EELV aux élections régionales.
Face à l'inefficacité des systèmes de protection dunaire, Roger Le Goff, le président de la communauté de communes, envisage un "désenrochement" partiel sur environ 200 ou 300 mètres pour déplacer l'"effet de bout" plus à l'ouest et freiner le risque de création d'une brèche.

### Espèces protégées rencontrées

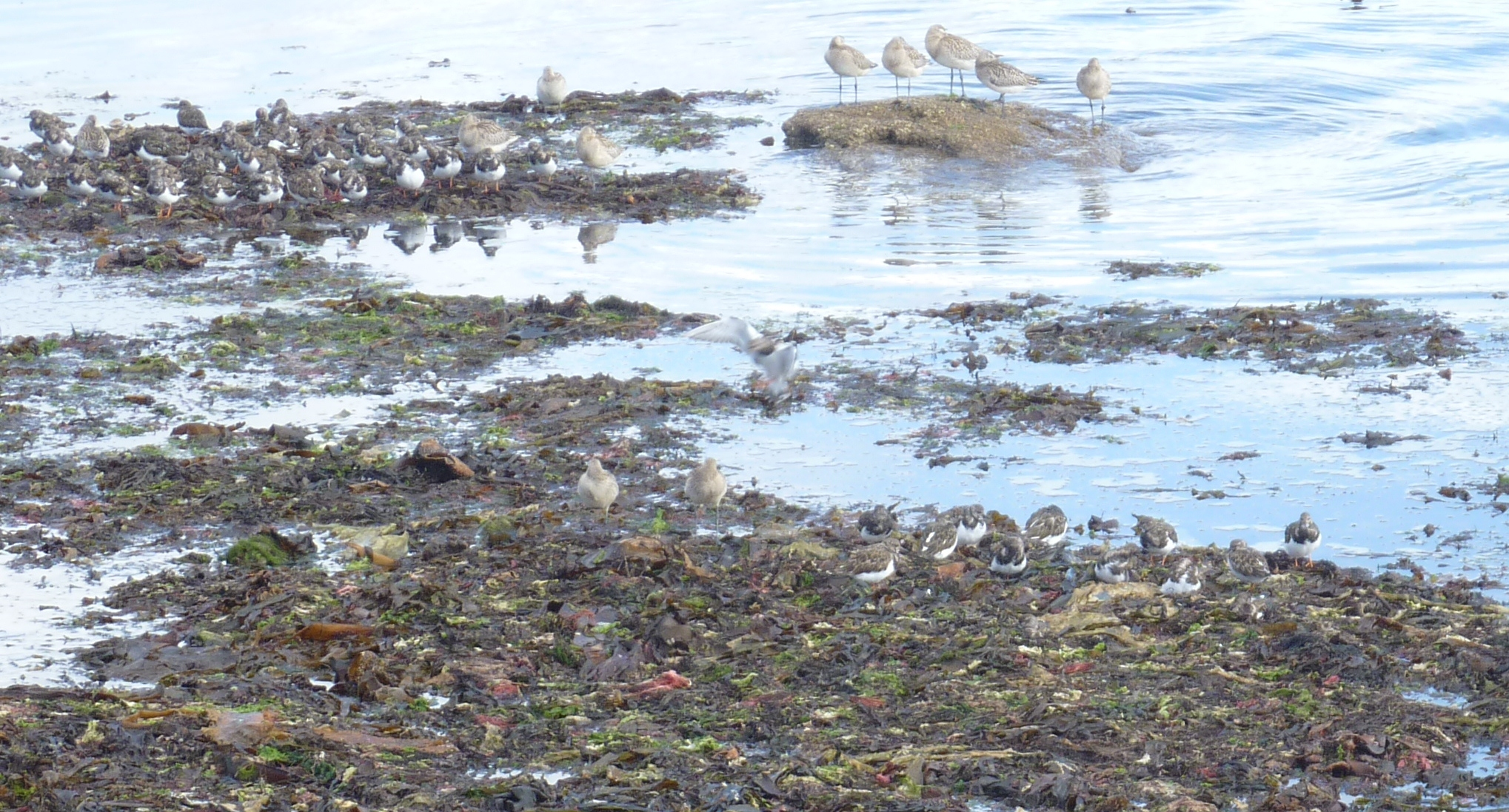
Tournepierres à collier sur le goémon à la Pointe de Mousterlin.

- Oseille des Rochers: Rumex rupestris

La narcisse des Glénans, serait présente sur le littoral Fouesnantais[réf. nécessaire].

## La pointe de Mousterlin

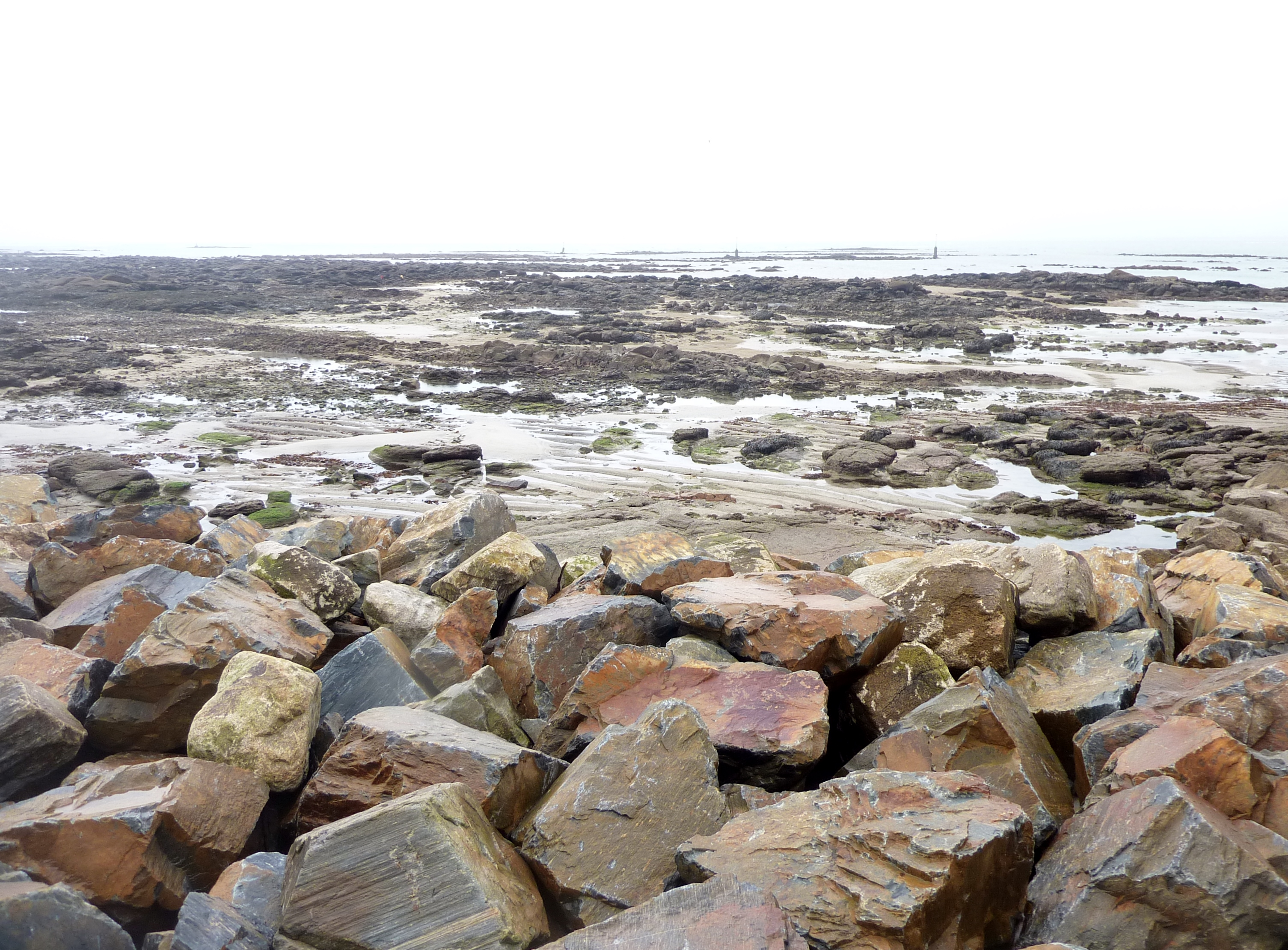
La plate-forme littorale rocheuse en avant de la pointe de Mousterlin à marée basse (marée de coëfficient 119 du 20 février 2015).

La pointe rocheuse de Mousterlin forme une barre d'avant-côte émergée (en anglais off-shore bar), constitué d'un platier rocheux étendu découvrant à marée basse, qui est unique en France par son étendue. Cette pointe se prolonge à l'est comme à l'ouest par deux cordons dunaires qui isolent de l'océan Atlantique à l'ouest la mer Blanche, à l'est le polder de Mousterlin.
Le 15 décembre 1811 un brick de Morlaix jaugeant 180 tonneaux fit naufrage à deux lieues au large de Mousterlin, faisant un mort et sept rescapés qui parvinrent à rejoindre Mousterlin à bord d'un canot de survie.
Le 5 mars 1873, une dizaine des membres d'équipage survivants de l'Earl Grey, venant de Glasgow et se rendant à Lisbonne, qui avait fait naufrage près d'Ouessant, après avoir dérivé trois jours dans une barque, parvinrent à la côte près de Mousterlin où ils furent recueillis par un paysan qui les conduisit à Quimper.

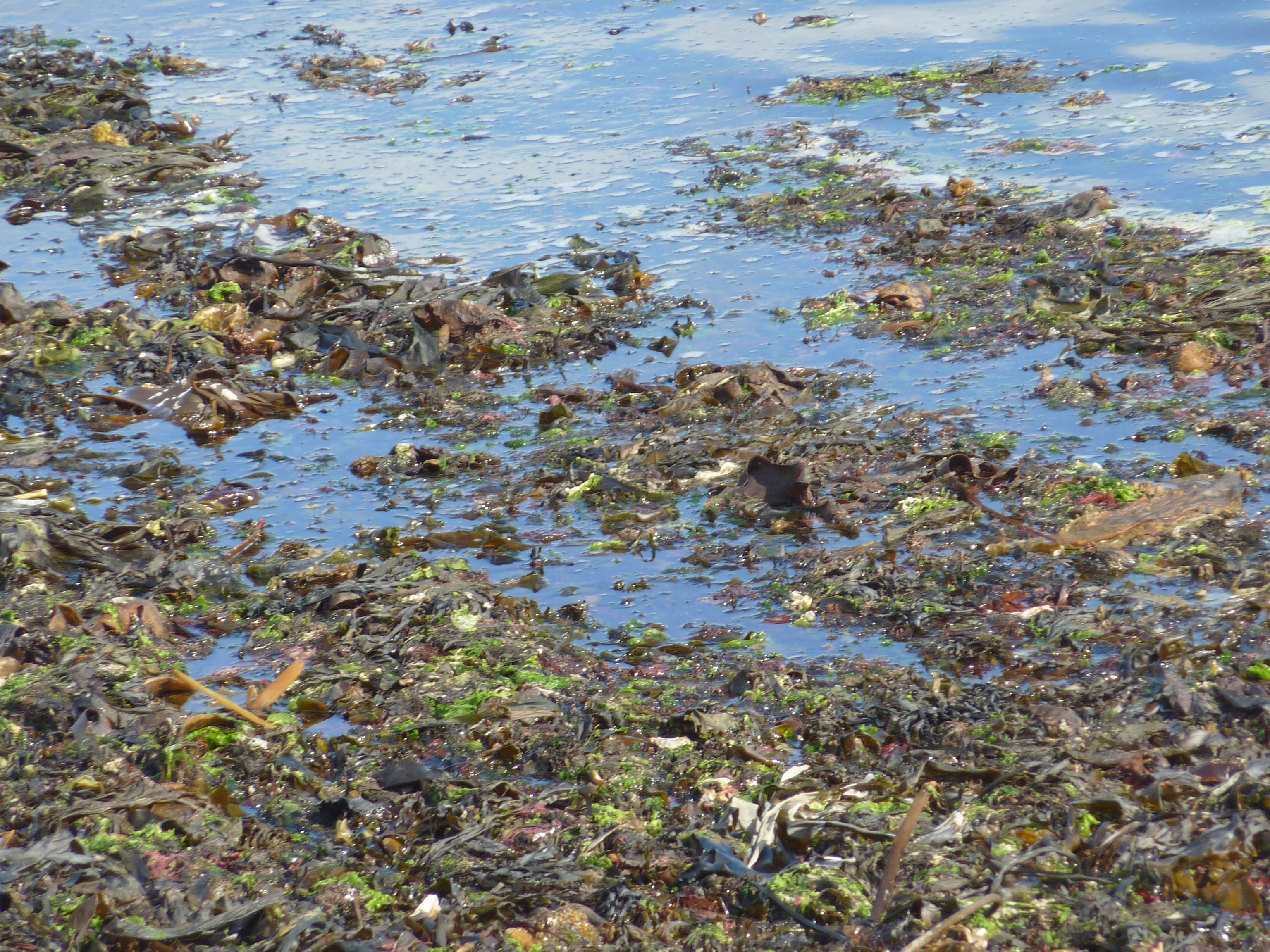
Goémon à la Pointe de Mousterlin.

En 1917, la Pointe de Mousterlin et le ramassage du goémon sont ainsi décrits par René Bazin :

« (...) C'était la Pointe de Mousterlin, la sauvage et la désolée, presqu'île de sable arrondie à l'extrémité, nuit et jour battue et polie par les lames, et qui devrait céder et couler dans la mer. Mais elle est bien armée. Elle a, pour défendre son museau, une corne comme un espadon, un éperon de roches brunes et de roches noires. Jusqu'où va-t-il ? Dieu seul le sait, et un peu les pêcheurs qui tendent dans les creux leurs casiers à homards, et abritent leurs bateaux derrière les tables de pierres (...) que la mer ne découvre jamais tout à fait. Là, dans l'abîme des eaux qui n'ont jamais la paix, dans les courants qui luttent, et se tordent en remous, et répandent leur écume le long des anses voisines, il y a des forêts d'algues rousses et d'algues transparentes, les unes en forme d'épées, gaufrées le long des bords, d'autres aplaties, souples comme des courroies, d'autres taillées en forme d'arbustes, qui portent au bout des branches des capsules remplies d'air. (...) La tempête les abat, lorsque l'heure est venue. Le flot les soulève et les pousse à la côte. Et entre la Pointe de Beg Meil et celle de Bénodet, où les chênes et les ormes verdoient sur les falaises, la Pointe de Mousterlin s'avance dans le grand large et reçoit tout le fumier de mer qui fera lever les blés (...) dans lequel des fermiers de la côte de Fouesnant, ou du bourg de Clohars, enfoncent leurs fourches jusqu'au manche. Ils enfoncent leurs fourches, ils ont de la peine à les arracher du tas et à les soulever, chargées de ces lanières gluantes qui pendant en banderoles autour des hampes redressées, et qui sont jetées dans les charrettes »

Les grandes marées du 10 au 12 avril 1937 firent subir d'importants dégâts au chemin vicinal de Mousterlin bordant le littoral, provoquant l'effondrement du perré de soutènement sur une longueur de 300 mètres. Déjà l'année précédente, les grandes marées du 23 au 25 mars 1936 avaient provoqué son effondrement partiel.

## Les dunes domaniales de Mousterlin

### Description
Ces dunes, situées à l'ouest de la Pointe de Mousterlin, forment un cordon littoral long de plusieurs kilomètres séparant la Mer Blanche et l'Anse du Groasguen (en fait des lagunes) de l'océan Atlantique. Leur extrémité ouest forme une flèche littorale séparée de la Pointe du Groasguen en Bénodet par un grau permettant à ces lagunes de communiquer avec la mer.
Le 15 mai 1944, 15 hommes (des résistants du groupe Vengeance, des FTPF du maquis de Pen-ar-Pont, ainsi que deux déserteurs russes de la Wehrmacht), sont fusillés par les Allemands dans les dunes domaniales de Mousterlin. Deux autres exécutions ont lieu, l'une le 23 juillet, l'autre le 10 août. Un monument commémoratif se trouve sur place.
Le 12 février 1947, l'"Association des habitants de la plaine côtière de Mousterlin" indique que « des bateaux sabliers viennent la nuit enlever du sable vers l'extrémité ouest des dunes, vers le Groasguen, ce qui contribue à leur dégradation ».
Une plage naturiste se trouve à l'ouest de la pointe de Mousterlin.

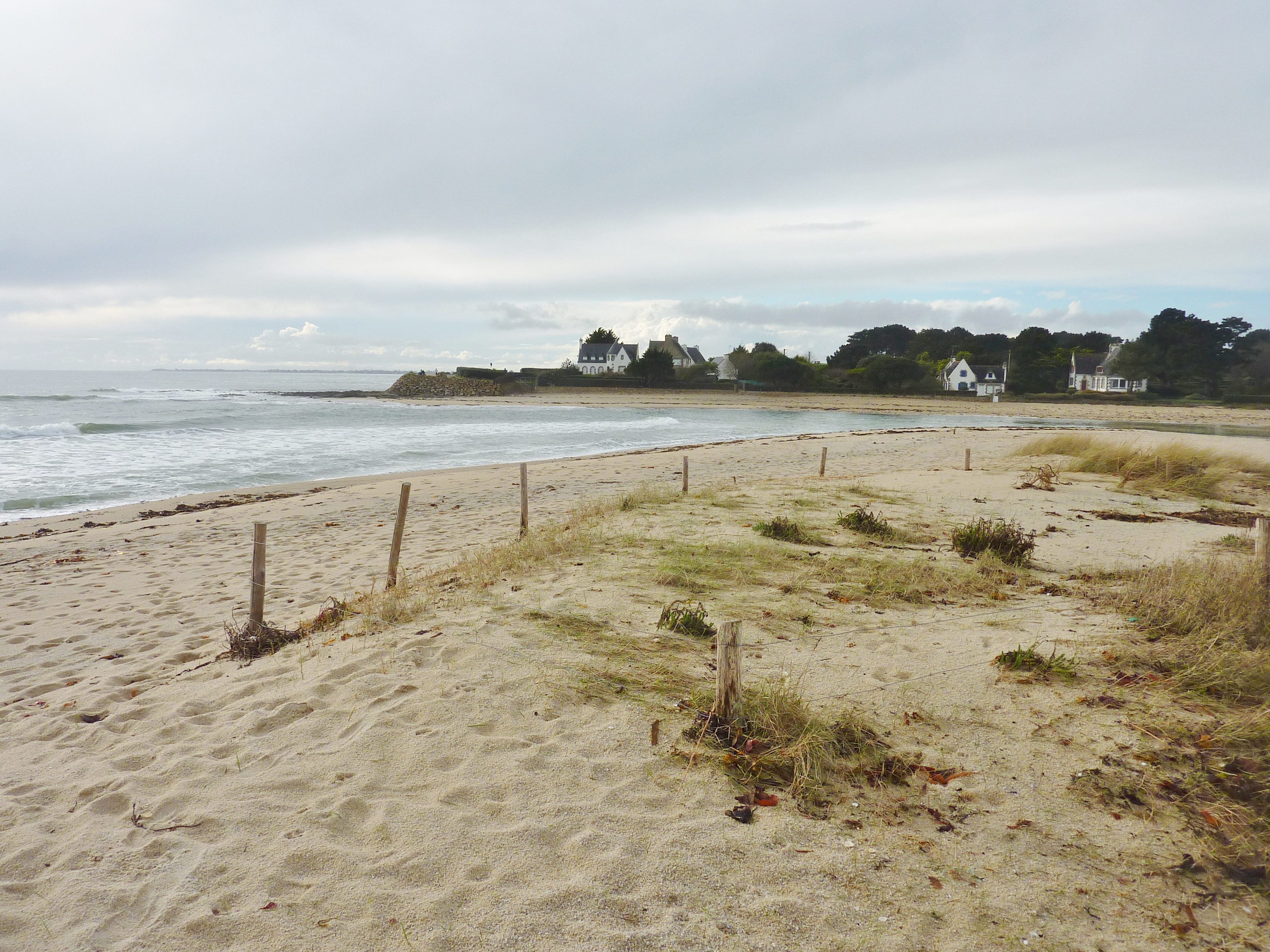
La pointe ouest du cordon littoral des dunes domaniales de Mousterlin ; à l'arrière-plan, la Pointe du Groasguen en Bénodet.
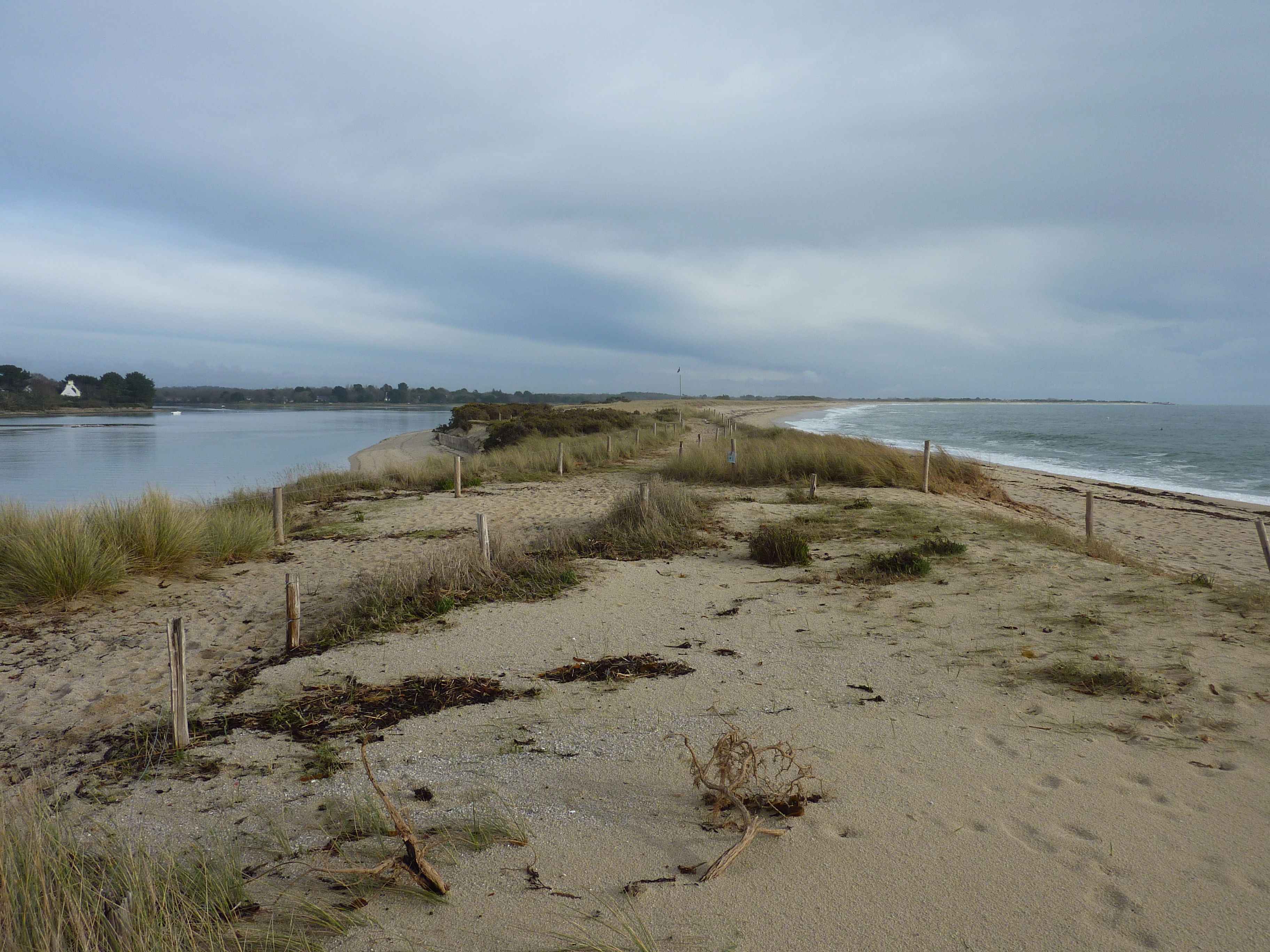
L'extrémité ouest du cordon littoral des dunes domaniales de Mousterlin, avec la mer Blanche à gauche.
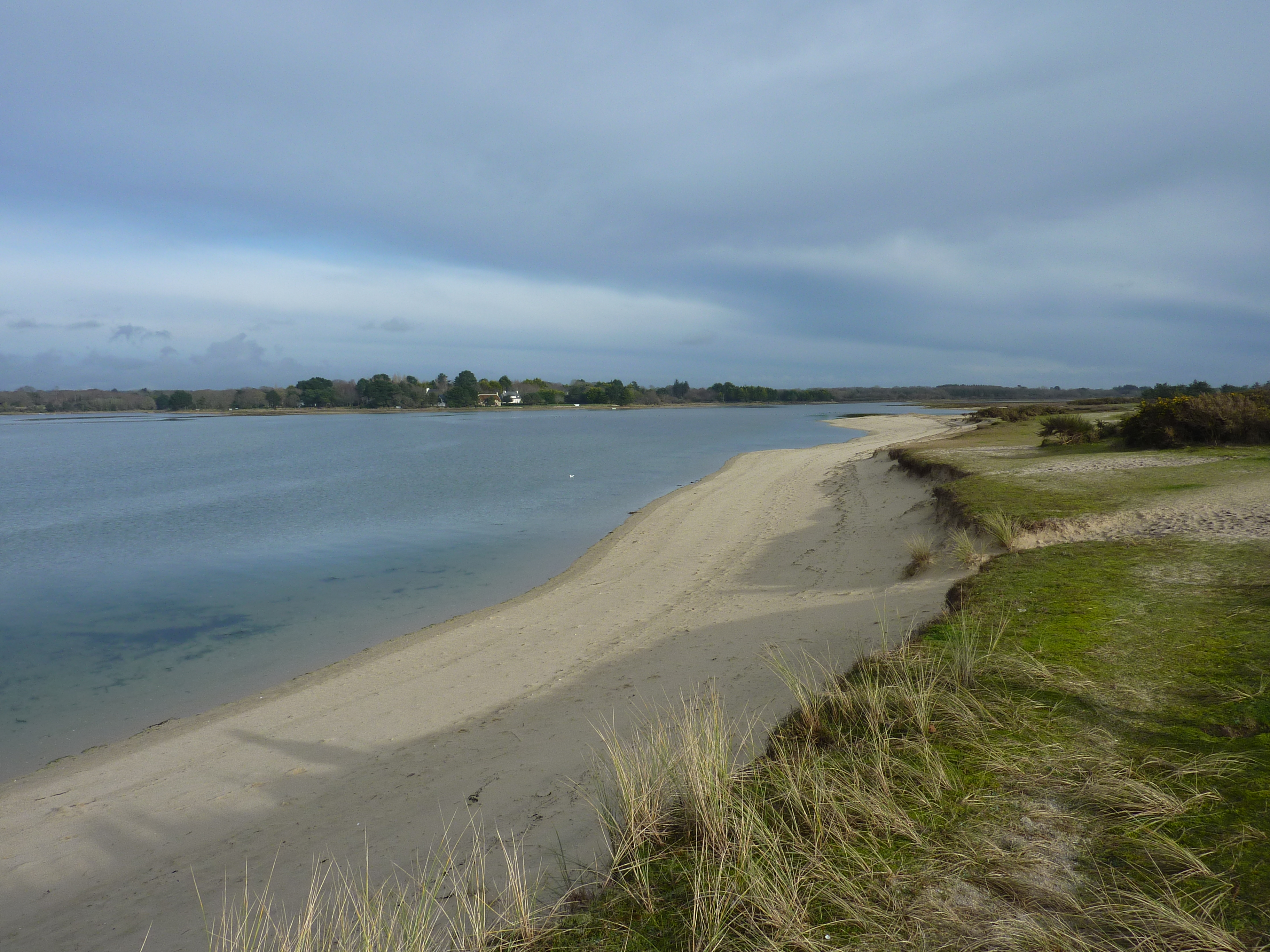
La mer Blanche vue du cordon littoral des dunes domaniales de Mousterlin.
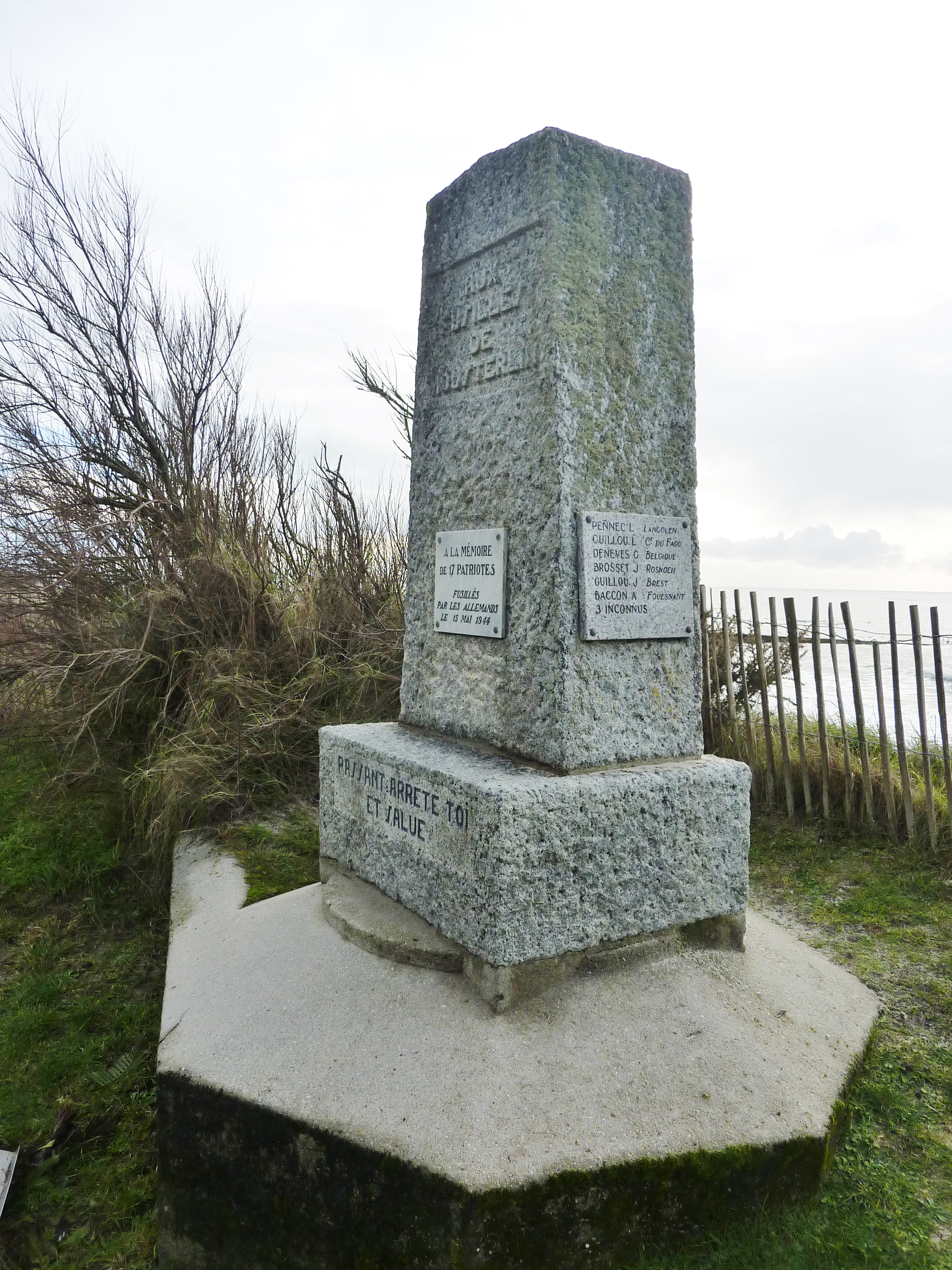
Dunes de Mousterlin : le monument en hommage aux fusillés du 15 mai 1944.
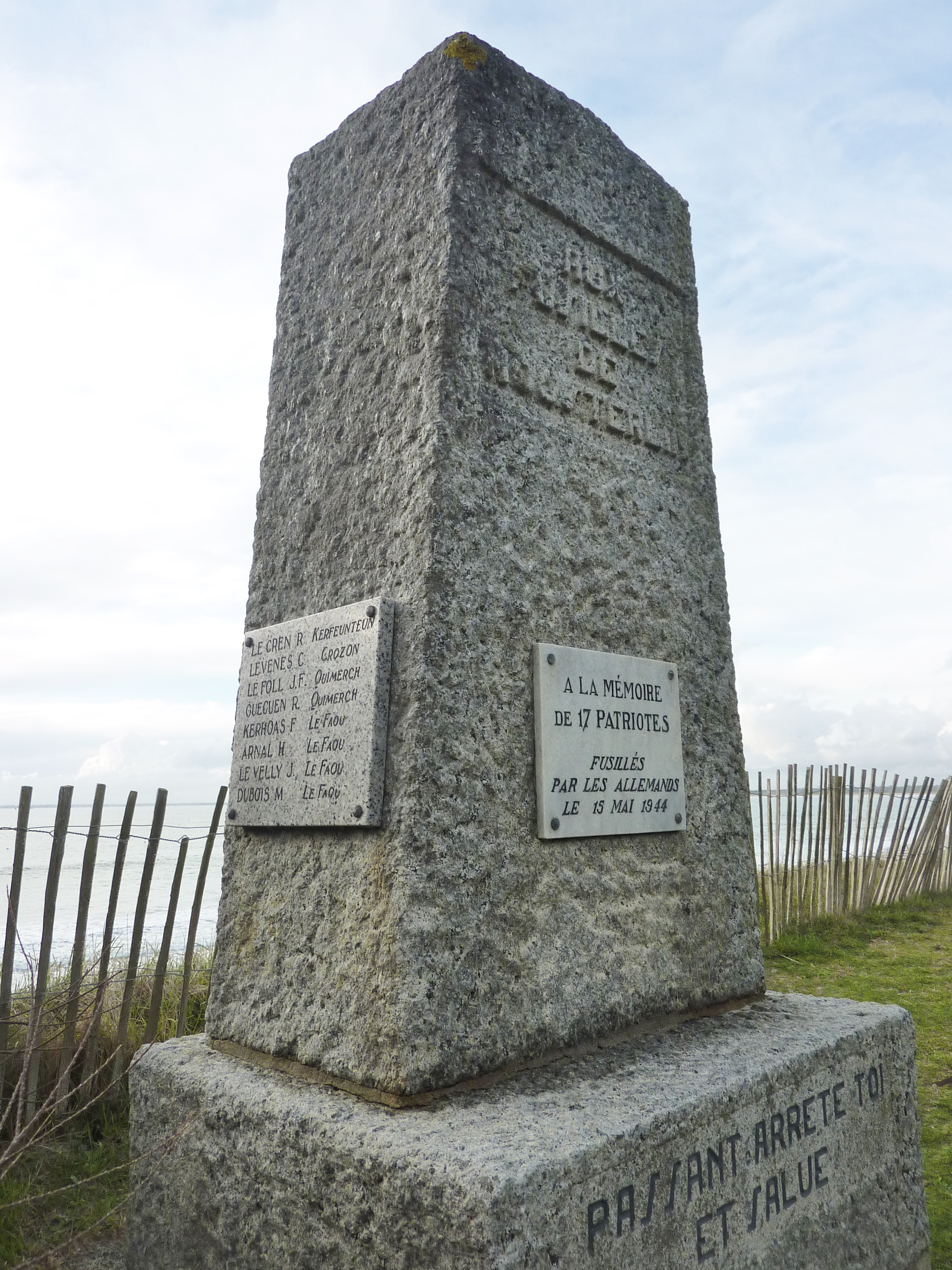
Le monument en mémoire des 17 fusillés du 15 mai 1944.

### L'érosion des dunes et les mesures de protection
La Pointe de Mousterlin est une ZNIEFF (Zone naturelle d'intérêt écologique, faunistique et floristique) de 105 ha, créée en raison des nombreuses espèces végétales présentes.
L'érosion amaigrit les dunes de Mousterlin depuis longtemps si l'on en croit ce témoignage datant de 1893 : 

« À la Pointe de Mousterlin (...), on a mesuré la largeur des dunes il y a une cinquantaine d'années. C'était devant une propriété appartenant à M. Garabis. Le mesurage donnait une largeur de 30 mètres ; un second mesurage fait de ces mêmes dunes en 1875 n'accusait plus que 4 mètres. »

Ce recul ancien est confirmé par Florian La Porte en 1917 : « Cette plage manifeste un recul général ininterrompu qui atteint un maximum de 60 mètres. La moyenne générale de recul est de 25 mètres pour une période de quatre-vingt-cinq ans, soit trente mètres par siècle ».

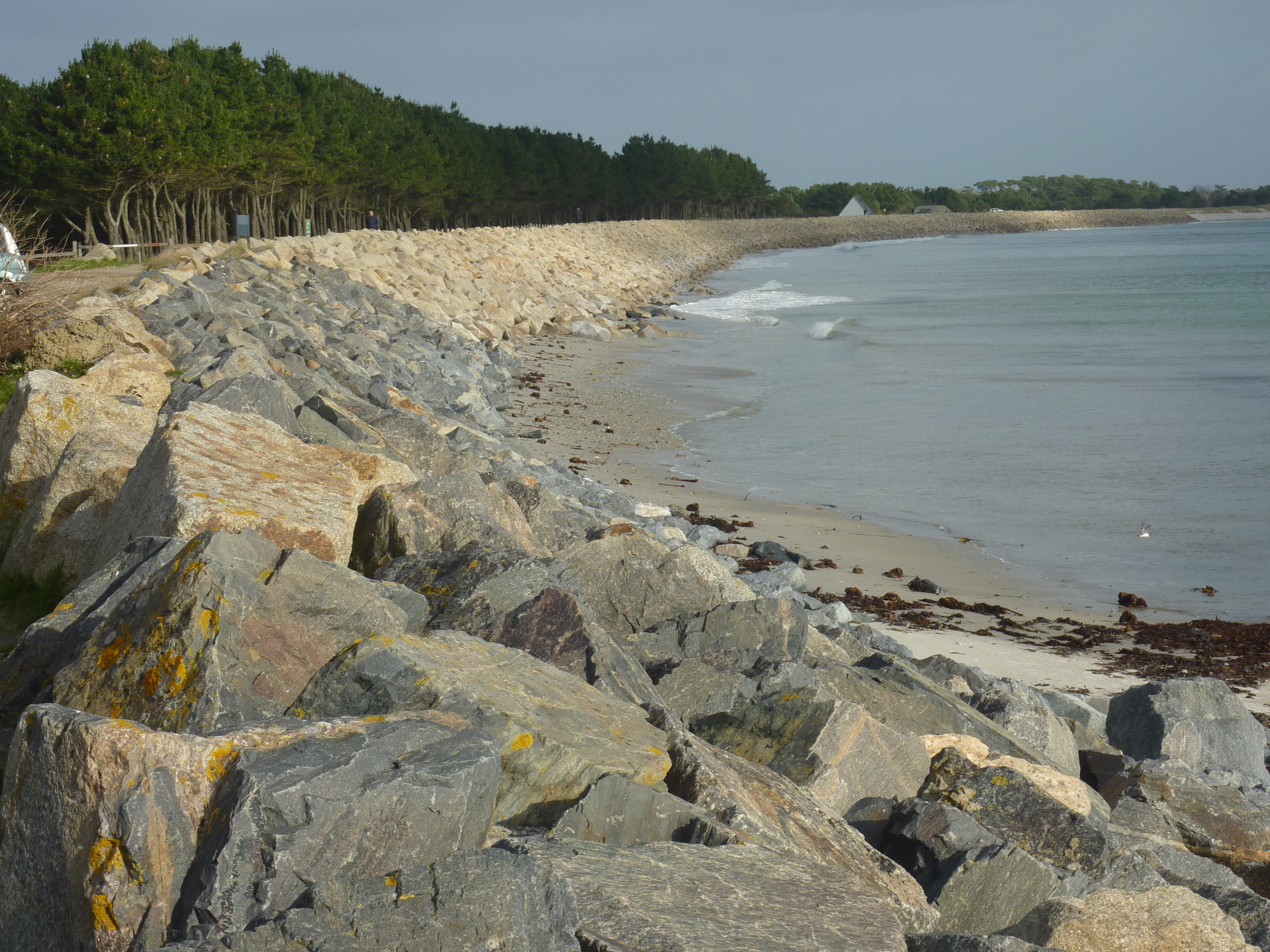
Le cordon d'enrochements protégeant la dune de la plage du Grand Large et de la plage de Cleut Rouz qui sépare le marais de Mousterlin de l'océan Atlantique.
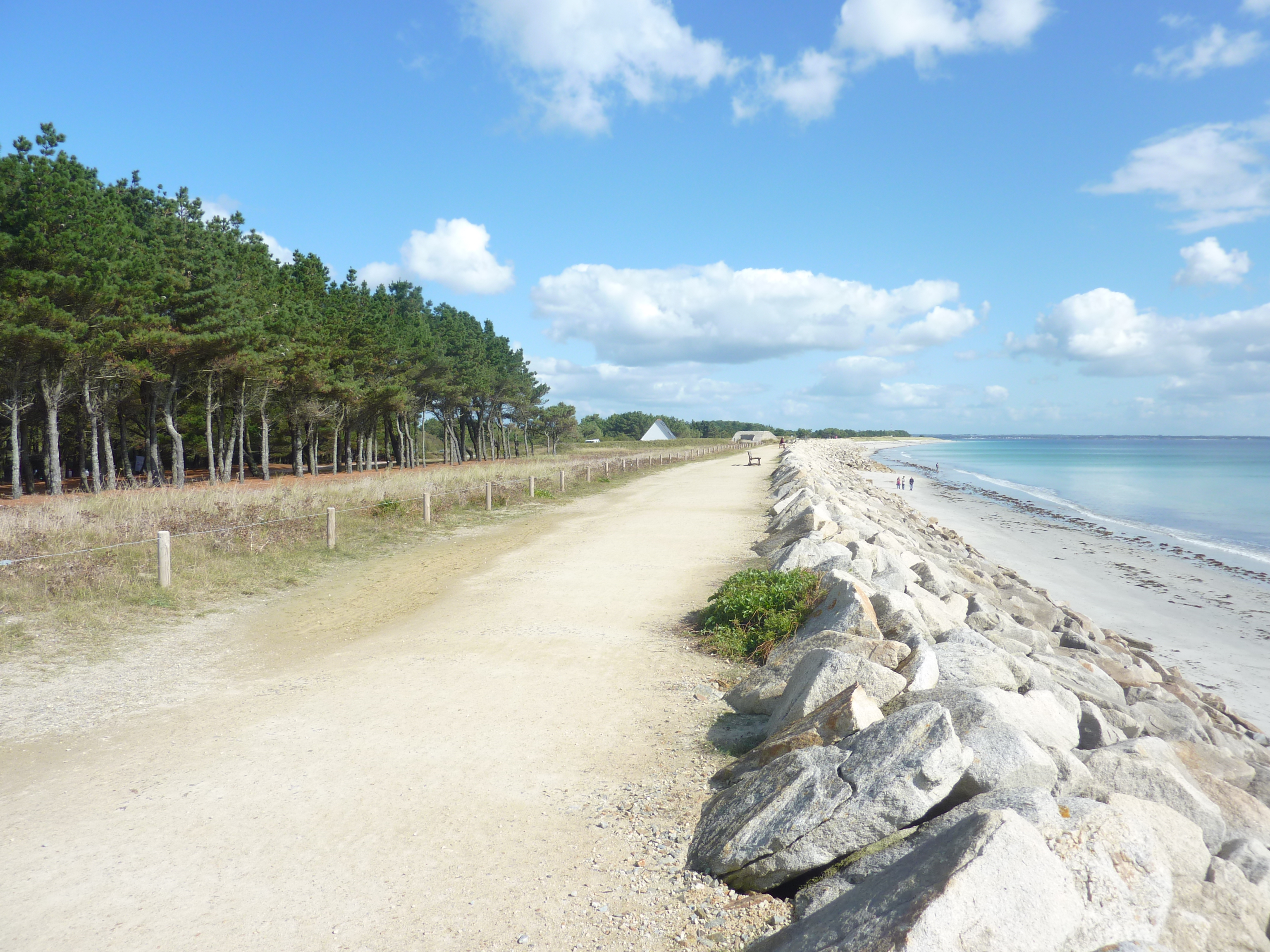
Partie sommitale du cordon d'enrochement de la plage de Cleut Rouz, qui protège les dunes de Mousterlin et le polder.
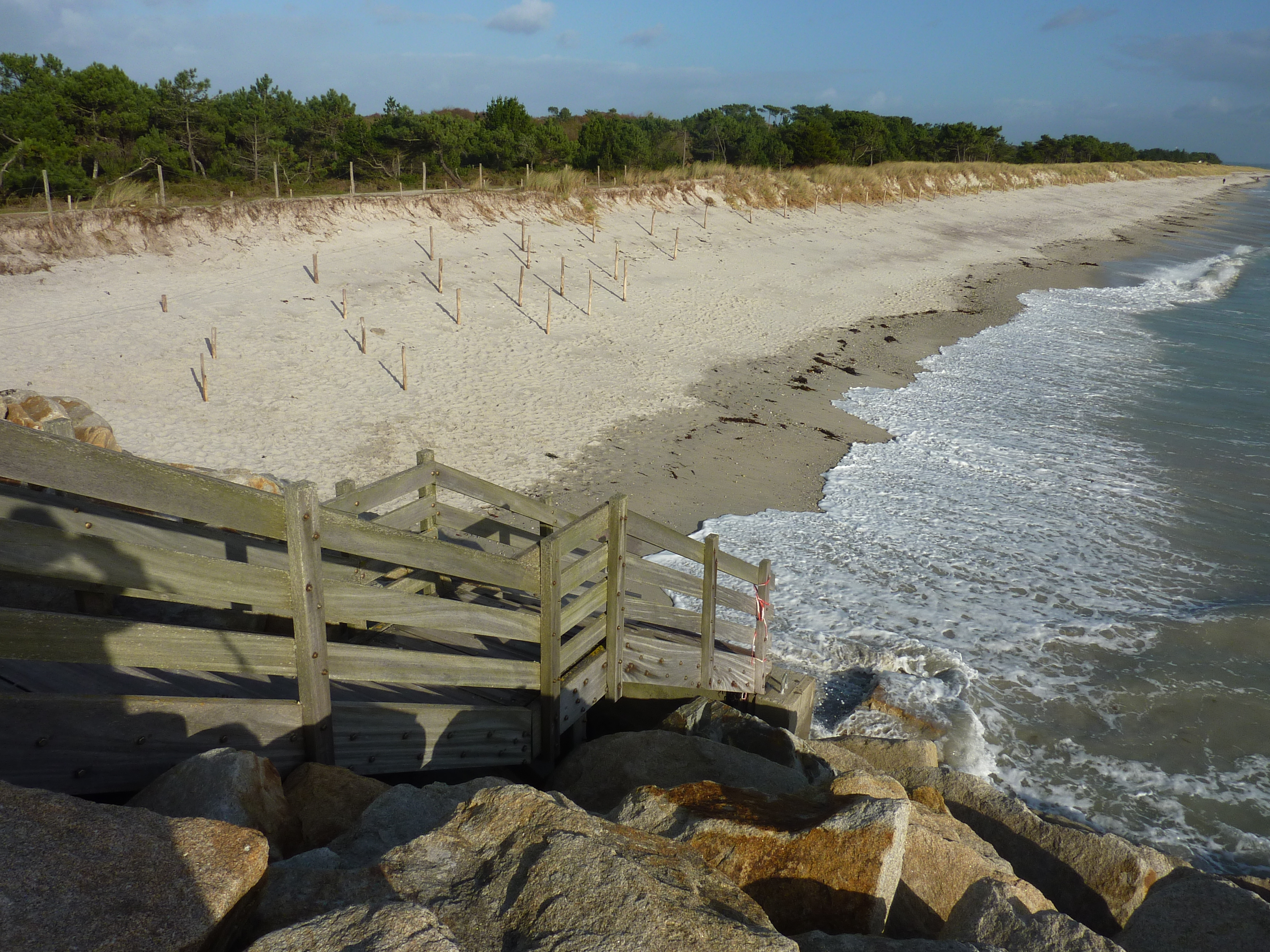
Le recul de la plage de Cleut Rouz à l'extrémité du cordon d'enrochement après les tempêtes de novembre-décembre 2013 (voir les piquets plantés dans le sable).
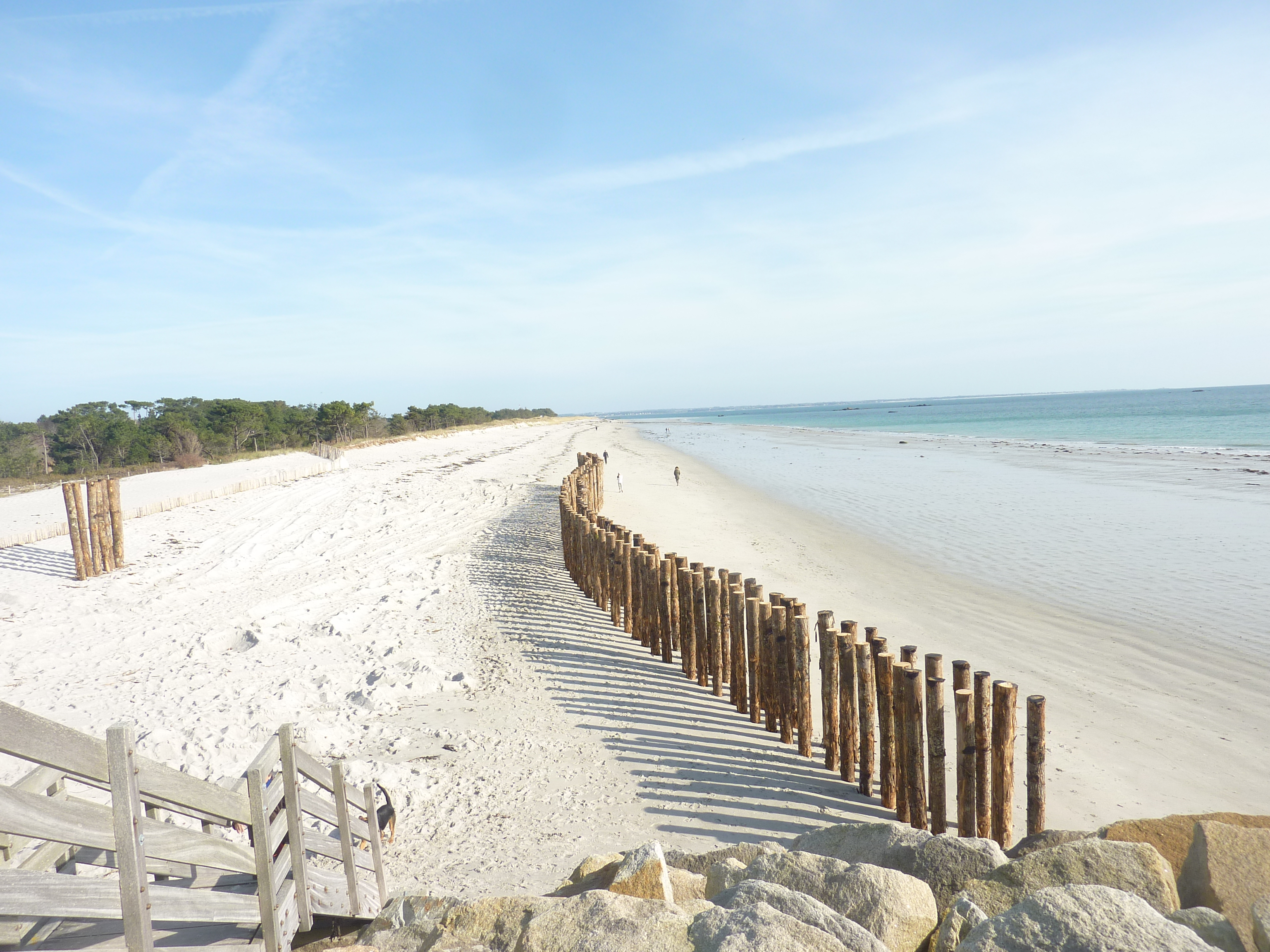
Pieux en bois plantés dans le sable pour tenter d'enrayer le recul de la dune à Cleut Rouz.
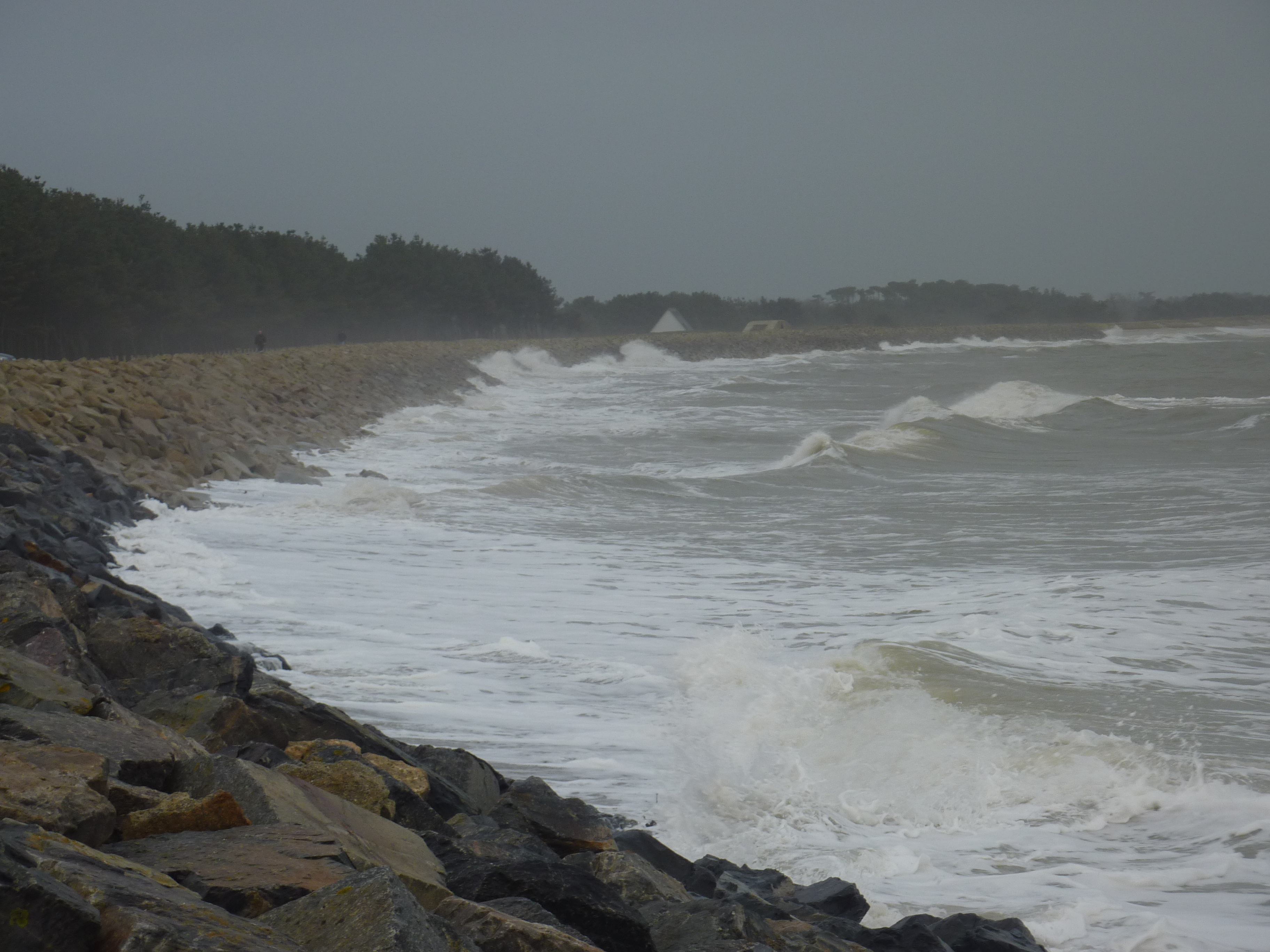
La tempête du 29 janvier 2014 à l'assaut du cordon d'enrochement protégeant le marais de Mousterlin à Cleut Rouz.
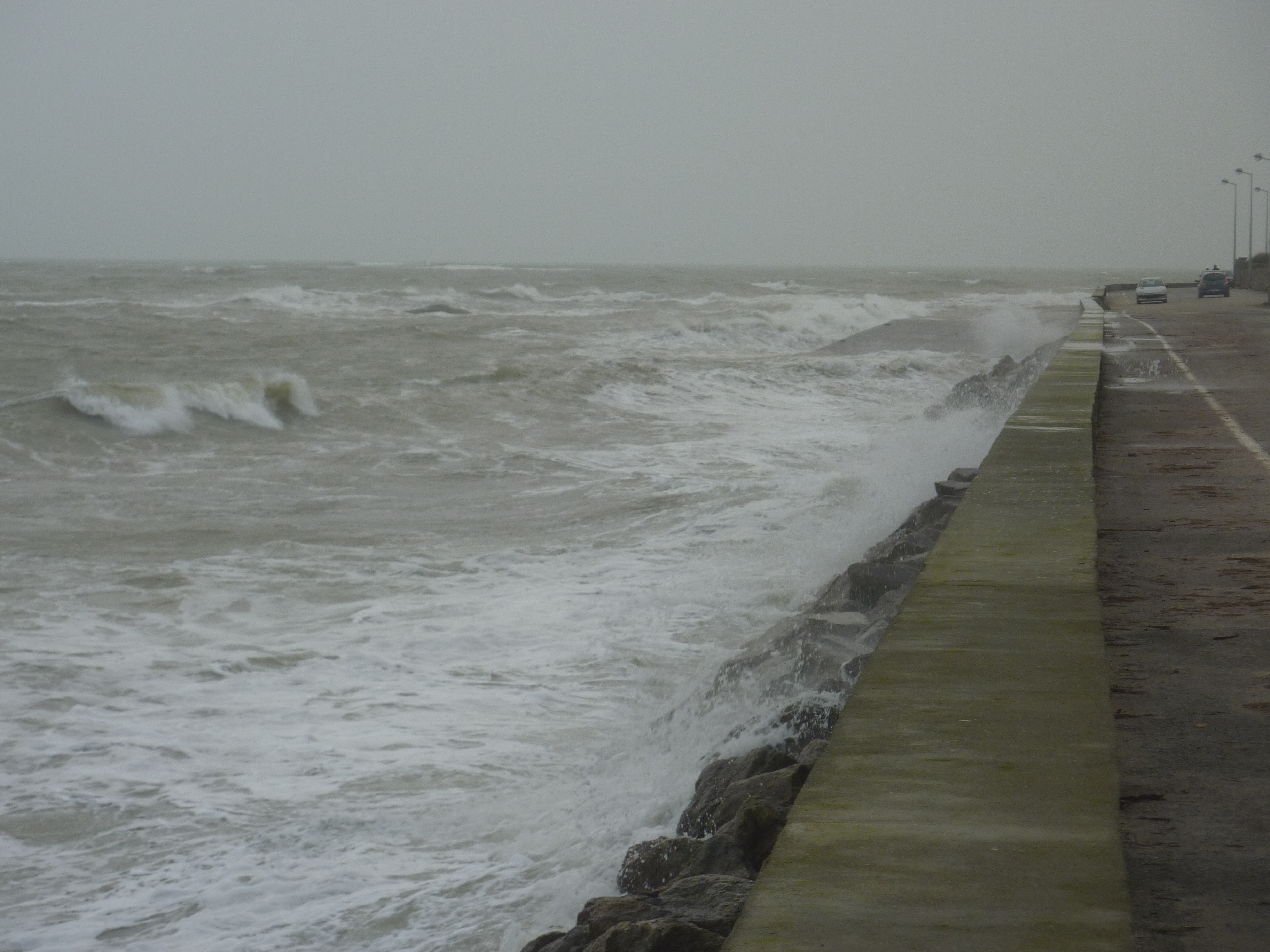
La tempête du 29 janvier 2014 à la Pointe de Mousterlin 1.
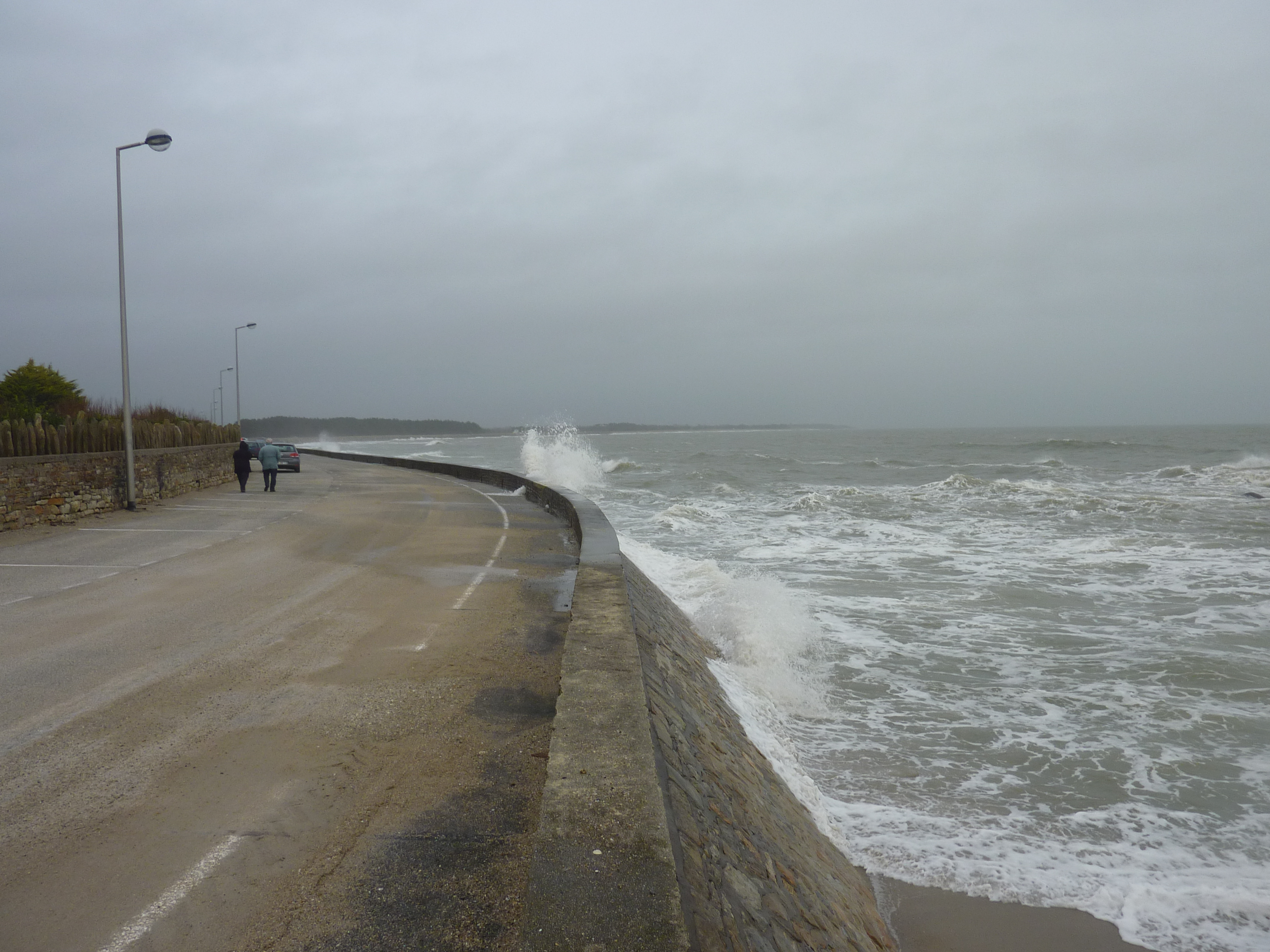
La tempête du 29 janvier 2014 à la Pointe de Mousterlin 2.
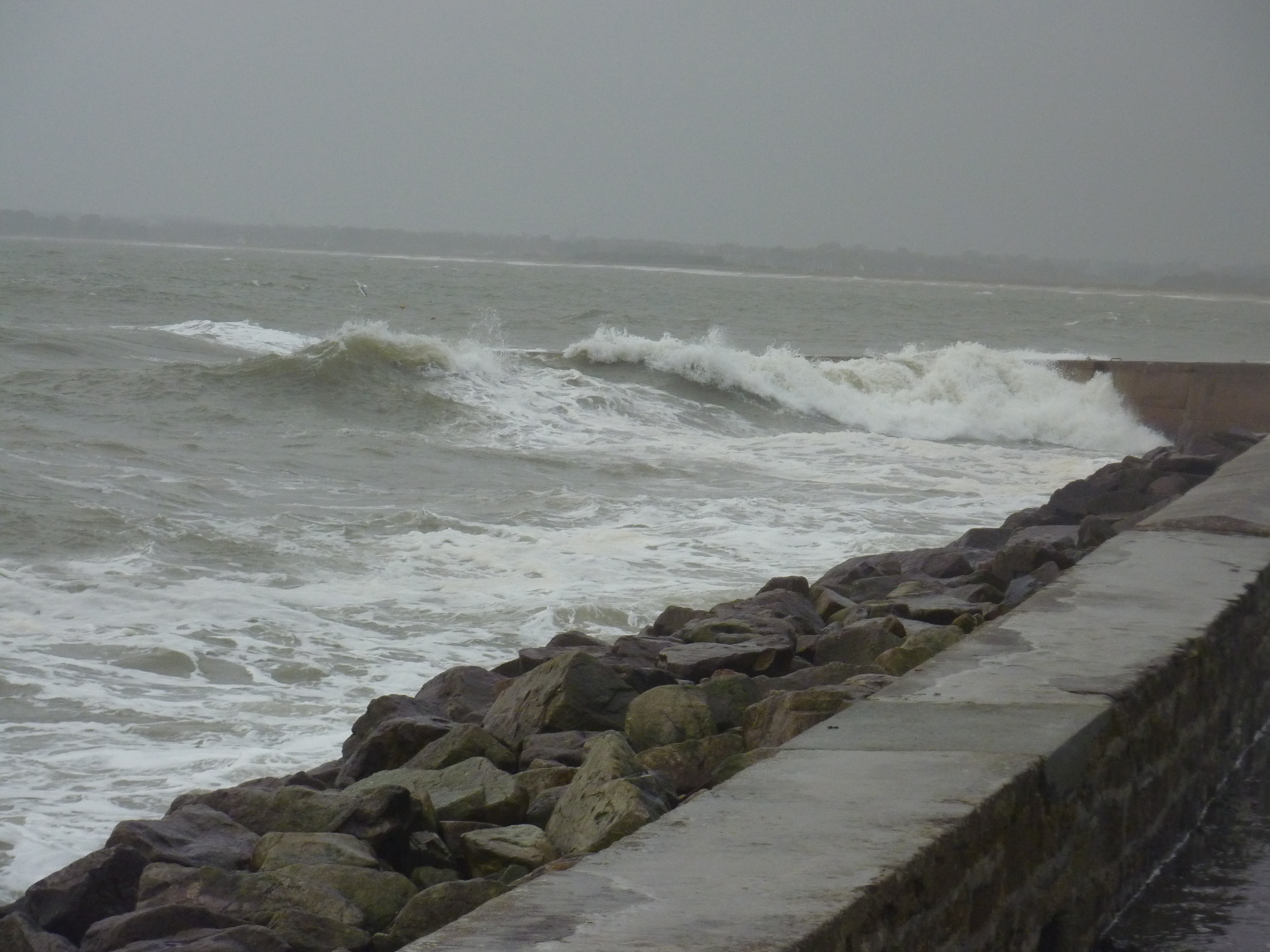
La tempête du 29 janvier 2014 submergeant la digue du petit port de Mousterlin.

Des plantations de pins et de cyprès furent effectuées dans la décennie 1990 dans le but de fixer le sable, mais la présence de ces boisements entraîne une modification du milieu naturel et une perte de biodiversité ; on sait désormais qu'une végétation herbacée (comme les oyats) suffit à fixer le sable.
Un cordon d'enrochement, dont le principe est approuvé en 1979, a été mis en place en 1987 à l'est de la pointe de Mousterlin pour tenter d'arrêter l'érosion des dunes du cordon littoral. Cette érosion se poursuit malgré tout, voire s'accélère, de nos jours, particulièrement à l'extrémité du cordon d'enrochement de Cleut Rouz 
où le cordon dunaire a reculé d'une cinquantaine de mètres en une dizaine d'années. 
Une double rangée de pieux de 5 mètres de long et d'un diamètre de 30 centimètres, a été implantée à l'est de l'enrochement sur un linéaire de 60 mètres, dans le prolongement de l'enrochement, en haut de la plage de Cleut Rouz ; mis à mal par la tempête "Carmen" en janvier 2018, les pieux sont remis en place, 
mais les tempêtes "Ciara" et "Dennis" du début 2020 montrent leur manque d'efficacité, la mer étant passée au-dessus de la dune.
« La tempête Ciara a sévi, dimanche, mais surtout ce lundi [10 février 2020] après-midi sur le littoral. Le cordon dunaire a été submergé et très affaibli à Mousterlin-Est. À l'heure de la marée haute, de forts vents d'ouest et des coefficients de marée élevés (106) ont eu raison de la fragile dune de Cleut Rouz ».
L'érosion est aussi sensible à l'Ouest de la Pointe de Mousterlin, le long de la plage de Mousterlin, sur la partie non protégée située entre le cordon d'enrochement de Trégounour, mis en place en 1980 et la cale de Mousterlin, construite en 1967 et qui joue un rôle d'épi protecteur.
Le segment le plus fragile est celui situé juste à la fin du cordon d'enrochement de Cleut Rouz. Le dispositif brise-vagues, composé d'une soixantaine de troncs d'arbres plantés dans le sable de la plage a été presque totalement anéanti pendant l'hiver 2019-2020. La dune qui protégeait le marais de Mousterlin a été sérieusement écrêtée lors d'un épisode de vents forts coïncidant avec des marées à fort coefficient à la mi-novembre 2020.
Des mesures de protection du gravelot à collier interrompu (4 couples nicheurs en 2017 sur le cordon dunaire de la Mer Blanche) ont été prises, car l'espèce est menacée d'extinction en Bretagne. Cette espèce pond ses œufs dans le sable et la destruction de leur habitat et les dérangements nombreux (chiens, promeneurs, baigneurs,..) ont incité la municipalité de Fouesnant à interdire la présence des chiens sur la plage et le passage des estivants dans les zones de nidification pour limiter l'effarouchement des adultes et en conséquence l'abandon des œufs. Des bacs à marée ont aussi été installés pour récolter les déchets par Bretagne vivante.

## Le hameau de Mousterlin
Ce gros hameau est surtout formé de résidences secondaires, mais est toutefois suffisamment peuplé de résidents permanents pour disposer d'une école de hameau qui, en 2013, scolarise en maternelle et primaire 127 enfants répartis en cinq classes.

## Le Festidreuz
La kermesse de l'école de Mousterlin est devenu en 2004 le « Festidreuz » qui se déroule le premier week-end de juillet et met en valeur la chanson française: sa première édition vit à l'affiche les frères Morvan et Louise Ebrel ; depuis, ce festival a accueilli notamment Julien Clerc, Yannick Noah, Michel Fugain, etc ; en 2024 sont programmés Patrick Bruel et Olivia Ruiz.

## Littérature
- Un roman de Jean Ricard et Charles Dornac[n 2],

Malabar... La lumière vivante, paraît en feuilleton dans le journal Le Matin à partir du 25 novembre 1935 ; extrait choisi dans la première partie (« A-t-on tué le professeur Foucarède ? ») :

« Une plage entre Bénodet et Beg Meil, longue de plusieurs kilomètres, éloignée des routes, s'étendant de l'embouchure de la lagune du Groas Gwenn à Mousterlin, le hameau battu par tous les vents de l'enfer. D'un côté l'océan tumultueux, de l'autre la lagune perfide, alternativement remplie et vidée par la marée. Aussi bien un délicieux séjour de vacances, entre juin et septembre s'entend. »

- L'écrivain Jeanne Bluteau publie en 1983 le roman les Pommiers de Fouesnant, qui se déroule au village fictif de la Roche-aux-Moines, hameau de Fouesnant et s'inspire de ses premières années d'enseignement à Mousterlin entre 1937 et 1939.